# 食戟のソーマ
『食戟のソーマ』（しょくげきのソーマ）は、原作：附田祐斗、作画：佐伯俊による日本の漫画。『週刊少年ジャンプ』（集英社）において、2012年52号から2019年29号まで連載された。
名門料理学校「遠月学園」を舞台に、下町の定食屋の息子である料理人の少年・幸平創真の活躍と成長を描く料理・グルメ漫画。
『少年ジャンプ+』（集英社）において、四宮小次郎を主人公とした本作のスピンオフである『食戟のソーマ L'etoile-エトワール-』が2015年2月から2019年6月まで連載された。2015年4月からはテレビアニメが放送を開始し、合計5期製作されている。
単行本第1巻は発売直後から予想を上回る売れ行きを見せ、異例の速さで10万部の重版がかかり、発売2週間で20万部を超す勢いとなった。テレビアニメ化以降も順調に売上を伸ばし、2019年12月時点でコミックス累計発行部数は2000万部を突破している。
第9回全国書店員が選んだおすすめコミック第3位、みんなが選ぶTSUTAYAコミック大賞2018グルメ漫画部門・大賞を受賞。

## 作風
名門料理学校「遠月学園」を舞台に、下町の定食屋の息子である料理人の少年・幸平創真（ゆきひら そうま）の活躍と成長を描く料理・グルメ漫画。料理対決や登場する料理の意外性に加え、登場人物が料理を食べた時に放つリアクションがお色気要素に近い大仰なものであることが特徴である。
タイトルの「食戟」とは、作中の用語で（独自のルールに則った）料理対決を意味する。
本作品の企画は、作者と編集のバカ話から偶然生まれた。『少年ジャンプNEXT!』（集英社）2012 SPRING巻頭カラーに50ページで読切版が掲載された後、『週刊少年ジャンプ』（集英社）2012年52号より連載が開始された。2013年4・5合併号掲載の第5話以降は料理研究家の森崎友紀が協力しており、食のアイデアなどを提供している。お手軽なものから本格的なものまで、紹介されるレシピもこの作品の魅力の1つとなっている。
単行本では、作中に登場した料理の一部レシピや連載時点では氏名不詳だったキャラクターのプロフィールが紹介されている。

## あらすじ
下町の定食屋の息子・幸平創真は、家業を手伝いながら、父・幸平城一郎を越えるべく料理修業に励む日々を過ごしていた。ところが、中学校卒業後は家業を継ごうと考えていた創真をよそに、城一郎は店を数年閉めると宣言して海外に渡る。城一郎の命により、超名門料理学校「遠月茶寮料理學園」の高等部に編入した創真は、持ち前の料理のノウハウを駆使して料理人として成長していく。
遠月学園編入と初めての食戟（第1巻 - 第2巻）
創真は、学園の実力者・薙切えりなが審査員を務める編入試験を受験する。試験では「卵料理」を課され、煮こごりと卵そぼろを合わせた「化けるふりかけごはん」を作る。合格レベルに達しているにもかかわらず、彼女のプライドに傷をつけたことで目をつけられ、私情で不合格判定を下されてしまう。だが、えりなの祖父にして学園の総帥・薙切仙左衛門は創真の実力を認め、えりなの判定を取り消して創真を正式に編入させる。
一方、落ちこぼれの少女・田所恵は調理演習の授業で創真とペアになったおかげで退学処分を免れる。極星寮へ入寮した創真は、遠月十傑第七席・一色慧から、遠月学園の勝負「食戟」について知らされる。
創真は遠月学園に多数存在する研究会の1つ「丼物研究会」（通称：丼研）の部室を訪れる。丼研は勢力拡大を続けるえりなの圧力によって、廃部の危機に陥っていた。創真は丼研部長・小西寛一に代わり、えりなの派閥との「食戟」の相手を引き受ける。対戦相手は、ミートマスターと呼ばれる肉料理のスペシャリスト・水戸郁魅。「郁魅が勝てば丼研は廃部、創真は退学」「創真が勝てば郁魅が丼研に入る」という条件の下で、創真が入学して初の食戟が行われ、さっぱり梅風味飯を敷き詰めた「ゆきひら流シャリアピンステーキ丼」を披露した創真が勝利する。郁魅はえりなに見捨てられ、条件どおりに丼研に入ることとなる。
宿泊研修（第3巻 - 第5巻）
創真たち高等部1年生は、課題に合格しなければ即退学という地獄の合宿に臨む。合宿1日目、卒業生乾日向子の課題で、創真は自分と同じくイタリアの大衆食堂で厨房に立っていたタクミ・アルディーニとイサミ・アルディーニの双子と出会い、勝負を挑まれるが、乾の手によって勝敗はうやむやに終わる。
合宿2日目、卒業生である講師・四宮小次郎の課題で、恵が退学を言い渡されてしまう。その理由は、レシピ通りに作るという課題で恵が不測の事態に対処しようと、提示されたレシピに手を加えたためだった。正論ではあるが高圧的な四宮の姿勢に異を唱えた創真は、彼に「食戟」を挑む。卒業生たちのリーダー格・堂島銀の計らいで、恵・創真ペアと四宮は非公式の「食戟」を行うことになる。創真がサポートに回り恵がメインとなった2人の料理は審査員の卒業生たちを唸らせるが、結果は四宮の勝利に終わる。しかし、堂島の勧めで恵の料理を食した四宮が考えを改めたことにより、恵の退学処分は取り消される。
合宿4日目、卵を使った朝食の新メニュー作りという課題はビュッフェ形式で審査が行われ、制限時間2時間で200食以上の提供を課される。えりな・タクミ・恵らは順調に課題の200食に合格していく。しかし、ビュッフェに不向きな「ミニスフレオムレツ」をメニューに選んだ創真は、制限時間残り30分でわずか8食という窮地に陥る。城一郎からの教えを思い出した創真は、状況を整理して現状打破の対策を練り、客の目の前で調理を行う「ライブクッキング」を披露することで客の関心を集め、制限時間残り3秒で合格する。そして、合格者の中にはえりなの秘書である新戸緋沙子と、えりなの従妹薙切アリスとその側近である黒木場リョウの姿もあった。
合宿終了後、連休を利用して実家に帰省した創真は、駅の商業施設のリニューアルと大手唐揚げ専門店「もず屋」に押され、寂れていた地元商店街を、商店街のメンバーと創真の仲間たちで作り上げた「すみれ印の唐揚げロール」で立て直す。その結果、もず屋のフードコンサルティングを担当していた遠月十傑第九席・叡山枝津也から、自身の経歴を傷つけたとして宣戦布告を受ける。
秋の選抜（第6巻 - 第13巻）
1学期が終わり、1年生の優秀な生徒のみが出場できる「秋の選抜」に、創真をはじめ極星寮のメンバーやライバルたちも順当に出場を果たしたころ、城一郎が極星寮を訪れる。翌朝、城一郎との料理勝負に負けた創真は、「秋の選抜」の予選テーマ「カレー料理」の参考として、スパイスの専門家・汐見潤を紹介される。肝心の汐見の協力は得られなかったものの、彼女の助手でスパイスを活用した料理を得意とする葉山アキラのカレーを食べた創真は、選抜に備えて自己流のカレー作りを始める。
予選本番では各自が趣向を凝らすが、日本一のカレーメーカー「ハウビー食品」の千俵姉妹をはじめとする、あらゆる料理に精通する審査員たちにはまるで受け入れられず、大半の生徒が低評価を受けてしまう。それでも一部の生徒たちは高評価を叩き出し、Aブロックでは葉山・創真・黒木場・美作昴の4名、Bブロックではアリス・緋沙子・タクミ・恵の4名が本選へ出場する。
本選一回戦では第一試合の「弁当」で創真がアリスを破り、第二試合の「ラーメン」で黒木場が恵を破り、第三試合の「ハンバーガー」で葉山が緋沙子を破り、第四試合の「スイーツ」で美作がタクミを「食戟」形式で破る。そして準決勝第一試合では、洋食のメイン1品「ビーフシチュー」対決で創真が「食戟」形式で美作を破る。しかし、第二試合は葉山と黒木場への判定が拮抗、審査員長を務めた堂島の提案により両者とも決勝戦出場となり、史上初の三つ巴の決勝戦が行われる。決勝戦のテーマは秋が旬の魚「サンマ」。創真は目利きの時点で葉山や黒木場に劣ってしまうが、熟成させて旨味を引き出す方法で遅れを取り戻す。3人がそれぞれ趣向を凝らす決勝戦を制したのは、己の顔が見える料理を作った葉山だった。
スタジエール（第13巻 - 第14巻）
秋の選抜から数日後、高等部1年生の生徒たちは学園外への実地研修「スタジエール」へ赴く。創真の最初の研修先は緋沙子と同じ洋食店「洋食の三田村」となるが、そこは最寄駅に新幹線が止まったことで一斉に押し寄せる客に対応できないなどの問題を抱える店であった。自分たちが去った後の店の状況を考えた末、常連客を優先する完全予約制に変更することで2人は本来の店を取り戻し、合格となる。一方、恵の研修先はえりなと同じフランス料理店となるが、えりなはあっという間に厨房を掌握する。そして、恵も料理の改善点を指摘したことでえりなから認められ、合格となる。
次の研修先として、四宮が新たに出店した「SHINO'S TOKYO」へ派遣された創真は、当初は膨大な仕事量ゆえに厨房の動きにもついていけなかったが、徐々に仕事にも慣れ、プレオープン最終日の新作コンペでは料理を認められ、合格となる。
月饗祭（第14巻 - 第16巻）
スタジエールから数日後、秋の選抜で本選に進出した8名と現遠月十傑のメンバーが一堂に会する「紅葉狩り会」が開かれる。創真はそこで十傑メンバーに「食戟」を挑むも相手にされなかったが、第八席・久我照紀から「何か1つでも料理で勝てる物があれば食戟を受ける」との条件を取り付ける。
学園祭「月饗祭」の準備期間に入り、各々が模擬店の準備に取りかかる。中華料理研究会を牛耳る久我の激辛麻婆豆腐に衝撃を受けた創真は、同じ中華料理で久我の店に対抗することを決め、台湾の定番屋台料理胡椒餅で出店。しかし、豪華な四川料理を揃える久我の店に客足を奪われ、初日の売上で中央エリアの最下位かつ赤字を出してしまう。その後も中華研がトップを維持していたが、4日目に創真は胡椒餅と麻婆豆腐の素材を流用した「時限式麻婆カレー麺」で久我に挑む。美作・郁魅・アルディーニ兄弟らの協力を得て、4日目単独の売り上げで中華研を超え、久我に一矢報いる。
創真が中華研に勝利した翌日、創真を気に入った第二席・小林竜胆は、創真と恵を第一席・司瑛士の店に招待する。2人は気弱な態度とは裏腹に自分の料理に絶対の自信を持つ司の圧倒的な実力を知る。
同時刻、えりなの店へ彼女の父・薙切薊が現れる。えりなは過去の記憶が甦り薊の支配に屈しかけるが、店を訪れた創真によって事無きを得る。しかし、薊は十傑メンバーの過半数を手中に収め、仙左衛門を総帥の座から引きずり下ろし、新総帥の座に就く。
薊政権誕生 中枢美食機関発足（第16巻 - 第18巻）
薊政権誕生後、創真のもとに仙左衛門が現れ、自分が城一郎を通して創真の遠月学園編入を勧めたことや、薊がえりなに対して異常な教育をした過去や、その危険性を伝えた上でえりなを救ってほしいと懇願する。その頃、えりなは薊によって幼少期と同様に行動の自由を奪われ追い詰められていたが、付き人を解任された緋沙子から事情を聞いたアリスと黒木場によって屋敷から脱出し、逃亡の末に極星寮に辿りつき匿われる。
えりなが極星寮に身を寄せて数日後、薊は遠月大改革の幕開けとして学園におけるゼミ・同好会・愛好会など、すべての自治勢力を解散し中枢美食機関（セントラル）の設立を宣言する。
学園に存在する自治勢力にセントラルから解散が通達される中、極星寮には叡山が手下を引き連れ、解散および退去を勧告。創真たちは食戟で勝利することで決定を覆そうとするが、反抗勢力の一人である甲山鉄次が、審査員を買収し八百長を仕掛けた叡山に敗北。叡山は創真たちに、薊政権による食戟の無力化を宣告する。寮の解散・退去が迫る中、創真は自分や寮生たちが料理を極める場である極星寮を守るため、圧倒的不利な状況を承知の上で叡山に食戟を申し込む。叡山が仕組んだ妨害を受けつつも、創真はこれまでに培った料理で八百長を打ち破り勝利する。
数日後、薊は第三席女木島冬輔・第七席一色・第八席久我の三名を十傑評議会から追放。同時に学園に残る自治勢力を淘汰するべく、セントラルによる残党狩りが行われようとしていた。
残党狩り（第18巻 - 第20巻）
薊がえりなの様子を見に極星寮を訪れた翌日、創真たちは「残党狩り」が行われる各会場に3人1組で偵察に赴く。各会場でセントラルの勝利が告げられる中、創真・恵・タクミが向かったD会場では、十傑第四席・茜ヶ久保ももと第九席・叡山を先頭に、十傑予備軍の楠連太郎らによって学園の強豪である各研究会・同好会が次々と敗北し、解体を余儀なくされていた。そしてD会場最後の試合では、最先端料理研究会の主将となっていたアリスの代役である黒木場と楠による、テーマ食材「鮭」の食戟が執り行われる。両者の品の出来はほぼ互角だったが、秋の選抜からの成長を見せつけた黒木場に軍配が上がった。
翌日、創真は第一席・司が講師を務めた講義で彼のサポートに回り、その働き振りを評価されセントラルに勧誘される。最初は断った創真だが、自身のセントラル入りと司の第一席の地位をかけた食戟を挑まれ、鹿肉をメインとしたフレンチ料理で勝負する。隠れて様子をうかがっていたえりな・緋沙子・恵が審査員となり、満場一致で司の勝利となるが、様々な理由から勝負は無効となる。
進級試験（第20巻 - 第23巻）
司との勝負から数日後、残党狩りで恵や郁魅がセントラルに勝利する中、学園から進級試験の概要が発表される。セントラルからの事実上の処刑宣告ともいえる内容に多くの生徒が抵抗を諦めてしまう中、えりなは創真に、城一郎との出会いや自分の迷いを話す。創真はえりなに対して、編入試験でのリベンジとして鶏卵の天ぷらを使用した天丼を作りあげる。創真の料理を食べて迷いを振り切ったえりなは翌日、気落ちする極星寮の面々に進級試験において自らサポートすることを宣言する。
1週間後、えりなによるスパルタ講義を乗り切った創真たちは進級試験の舞台である北海道に到着する。一次試験・二次試験では共にセントラル派の試験官による露骨な妨害を受けるも、講義で仕込まれた北海道の食材の知識を活かして、仲間たち全員が欠けることなく突破を果たす。しかし、三次試験は「十傑との料理対決」というかつてない難所となり、さらに創真の対戦相手に選ばれた刺客は、セントラルに恭順し十傑に加わった葉山だった。堂島の立会いの下、「熊肉」をテーマとした揚げ物対決はほぼ互角だったが、皿に込められた「情熱」の差で創真に軍配が上がった。敗北と同時に葉山の退学が決定し、別ルートで試験を受けていた仲間たちも十傑に敗北。残ったのは創真とえりなのほか、対戦相手である竜胆の翻意で通過した恵とタクミの4人だけだった。仲間たちの理不尽な退学を撤回する策として「十傑席次を賭けた食戟」を薊に申し込み却下される中、城一郎・仙左衛門・堂島が現れ、城一郎が自分自身を担保とした「連隊食戟」を提案したことで薊の了承を取り付けることに成功する。
連隊食戟（第23巻 - 30巻）
堂島が恵とタクミに、城一郎が創真に、遠月学園在籍時の同期であった2人の過去を話す。チームワーク強化のため、幸平親子&えりなVS堂島&恵&タクミの紅白戦が、仙左衛門の提案により会話禁止というルールの元で行われ、互いの実力を認め合った。後日、連隊食戟のルール決めのため、創真たちは薊率いる現十傑と対峙、そこでえりなは十傑の座を返上し反逆者チームにつくことを宣言。1か月後、決戦の地である礼文島にて、創真・えりな・恵・タクミ、元十傑の女木島・一色・久我、さらに美作を加えた8人がセントラルに挑む。
反逆者チームのリーダーを務めるえりなの提案で3対3の対決が決まり、1st BOUTではセントラルから第六席・紀ノ国寧々と新十傑に加わった白津・鏑木の3人、反逆者チームから創真・一色・女木島の3人が出場する。創真の相手は紀ノ国だが、テーマ食材を決めるくじ引きで彼女の得意料理である「そば」を引いてしまうも、逆境を跳ね返し勝利を収める。一色は白津に、女木島は鏑木に、それぞれ勝利し1戦目は反逆者チームが全勝する。
続けて行われた2nd BOUTは、司VS久我・竜胆VS女木島・斎藤VS美作の対決となる。それぞれ健闘したものの、結果はセントラルの全勝。残り5対5のタイになってしまうが、主力である司と竜胆の体力を大きく消耗させる。
翌日の3rd BOUTは創真と斎藤が「バター」、恵と茜ヶ久保が「りんご」、タクミと叡山が「牛肉」をテーマに、それぞれ対決する。恵は惜しくも敗れるも創真とタクミが勝利し、再び反逆者チームが勝ち越す。
4th BOUTではえりなが茜ヶ久保に勝利した直後、突如薊が審査員長として割って入る。その後、一色は司に、タクミは竜胆に敗れる。
残るは、反逆者チームが創真とえりな、セントラルは司と竜胆、両陣営とも2名となる。そこへ仙左衛門が現れ、試合形式を個人戦からチーム戦にし、一方が前菜を担当しもう一方がメインを担当する「コース料理」で勝負する形式にすることを提案。
翌日のFINAL BOUTでは創真が前菜を担当しえりながメインを担当。司と竜胆を破り反逆者チームが勝利する。薊は総帥を辞任しセントラルは解体。新たな総帥の座にえりなが就任し、創真が十傑第一席となり、十傑のメンバーと席次も大きく入れ替わる。
BLUE（第31巻 - 36巻）
連隊食戟から4か月後、創真たちは2年生に進級。総帥となったえりなは持ち前のカリスマ性で重鎮たちをも黙らせ、第一席の創真も、全校生徒に自身の座を賭けた対価無しの食戟を挑み、彼を中心として自由に料理を楽しめる環境が生まれた。
しかしえりなは、裏世界の料理人集団「真夜中の料理人（ノワール）」が、日本侵略を目論んでいることに気づき、各地に十傑を派遣。ノワールたちを確保した十傑、そして城一郎によると、彼のもう一人の息子である才波朝陽がノワールを唆したことが判明する。
朝陽は城一郎を下し、本当の息子である創真をも下すため、そしてえりなを妻として娶るため、「鈴木」と名乗り遠月の講師として潜伏。創真に近づいて食戟を挑み彼に圧勝。
後日えりなを拉致し、今年のBLUEはノワールの参加が認められていることを彼女に伝える。そしてBLUEの舞台でえりなと挙式することを宣言する。
創真は城一郎からBLUEへの招待状を渡され、店を継ぐにふさわしい料理人になるべく、BLUEに参戦する。
BLUEに参戦した創真・恵・タクミは会場にて、元第一席・司と再会し、共に本丸まで進出した。一方、母親である薙切真凪によって逆シードを組まれたえりなも、過酷な試練の末に本丸に進む。また、シードにより本丸からの参戦となった朝陽をはじめとするノワールの面々も本丸に集結していた。
厳しい戦いを勝ち上がった創真と、司や恵を破って勝ち上がった朝陽が、準決勝で因縁の対決を迎える。「5大料理をまとめた一皿」による対決は真凪本人の判定により創真が勝利する。そして決勝戦にて、創真とえりなによる、宿命の対決の火蓋が切って落とされる。

## 登場人物
特に断りがない場合、第一部及び初登場時を基準とする。担当声優は特記がない限りテレビアニメ版。

### 主要人物
幸平 創真（ゆきひら そうま）
声 - 松岡禎丞 / 小野友樹（VOMIC）
本作の主人公。15歳。大衆食堂「食事処 ゆきひら」の跡取り息子。
左眉にある切り傷と赤い髪が特徴の少年。幼少より実家の定食屋「ゆきひら」を手伝い、店主の父・城一郎を超えるべく修行してきた。料理に対して非凡な才能を持ち、高い調理技術や奇抜な発想を持つ。性格はマイペースであまり物事に動じず、むしろ周りを振り回す。他方、料理に対する情熱は強く、町食堂とはいえ、幼少より店を手伝い客たちを満足させてきたという自負がある。また極度の負けず嫌いでもあり、たとえ格上相手でも尻込みせず、勝つつもりで全力を以て食戟を行い、敗北してもそれを糧に新たな創意工夫の種にしていく。
得意分野は和食を中心とした大衆料理だが、既存の概念に囚われない創意工夫や創作料理を次々と生み出す。幼少より城一郎に料理の手ほどきを受け、そうとは知らずフランス料理の技法なども学んでおり、世界各国の様々な調理技術を意識せず身につけている。一方で趣味としてゲテモノ料理を作る悪癖があり、想像外の不味さを追求することもある。ただ、そうした様々な工夫が結果として新しい料理の領域を見つけ出すことにもつながっており、常に貪欲に新しいものを追い求めている。
下町の町食堂の一人息子で、幼くして母を病気で亡くし、以降、父・城一郎に育てられる。父のように母を喜ばせたいという動機で料理を志すようになり、城一郎から料理の手ほどきを受けるが、彼の過去は一切教えられずに育った。その料理の腕前は常連客たちや同級生たちからもよく知られており、本人はそのまま店を手伝いながら普通の高校に進学し、ゆくゆくは店を継ぐつもりでいた。
物語冒頭において城一郎から唐突にエリートが集う料理の名門「遠月学園」に編入するよう言われ、高校への編入試験を受けることになる。そこで以降、長い付き合いとなる総帥の孫娘・薙切えりなと出会う。唯一の編入生として合格を果たし、始業式では、居並ぶ内部進学生徒たちを前にてっぺんを獲ると挑発するスピーチを行って敵に回す。また、編入試験で意地になって「不味い」と評したえりなには、必ず「美味い」と言わせると宣言する。以降、十傑を目指して研鑽する中で同期たちとも戦う。また、途中では薊による中枢美食機関に学園が乗っ取られる事態が起こるも、その思想に反発して、反逆者らの中心人物となり、戦う。
第二部では十傑第一席となる。ただし、マイペースな態度は変わらず、周りを振り回すことが多い。父を倒し、またえりなを手に入れることを宣言する格上の朝陽に挑むことになり、BLUEではえりなの母・真凪の思惑も絡んでいく。最終的には準決勝にて「クロスナイブズ」の能力で城一郎の技術を用いる朝陽を降し、同時に審判役の真凪にも救いを与える。決勝ではえりなと当たるも敗北し、悔しさをにじませる。
エピローグではサボりながらも学園を卒業したあとは、不定期に「ゆきひら」を開きながら世界中を旅し、「シェフ・ソーマ」の料理を味わうことが世界中の美食家のステータスになっていると説明される。
薙切 えりな（なきり えりな）
声 - 種田梨沙（第1期・第2期）→ 金元寿子（第2期OVA - ） / 中原麻衣（VOMIC）
本作のメインヒロイン。創真の同級生。遠月学園高等部1年生で十傑第十席。
長い金髪に豊満なプロポーションを持つ美少女。女王様気質の勝ち気な性格で、食戟で勝てば敗者には一切容赦しないために冷酷非道とも評される。「神の舌」と評される類稀な明敏な味覚を持ち、幼少より日本各地の名店で味見役としても活動してきた。料理人としても高校1年次にして十傑の第十席に位置し、その味覚と豊富な知識で、同期らのトップに君臨する。食の魔王の孫娘として恐れられており、少しでも瑕疵がある不味いと感じた料理には一切配慮せず否定する。基本的にはいつも冷静沈着で冷然としているが、編入試験で出会った創真にはペースを崩されてしまい、ムキになって感情を露わにすることが多い。またお嬢様ゆえに世俗のことに疎く、同世代が読むような少女漫画も読んだことがなく、男女が手を繋ぐ程度の描写でも赤面して興奮してしまうなど純情な一面がある。
得意分野は特に明示されず、様々な料理や食材に精通する。ただ、月饗祭での自分の店では洋食のフルコースを披露し、その他でも基本は洋食である。とかく、その鋭い味覚と豊富な知識、確かな調理技術から極めて質の高い、完璧な料理を作り出し、食す者を満足させていく。
料理界に大きな影響力を持ち、食の魔王とも評される薙切家の令嬢であり、現総帥・仙左衛門の孫娘にあたる。幼少より薙切家の影響力や財力を元にした料理の英才教育を受け、さらに血族でしばしば現れる異能である「神の舌」を持っていたことから味見役としても活動する。後に明かされた事実として、実父・薊によって虐待にも等しい教育を受け、不味い料理は徹底的に否定するように仕込まれ、現在のような不味い料理に対する度を越した冷徹さを持つようになる。また、本来は薙切家の者は外部で教育を受けるというルールがあったが、同じく「神の舌」を持った母・真凪が料理に絶望して出奔した経緯から、仙左衛門によって薙切家内部で育てられることになり、中等部から遠月学園で学んでいた。
幼少時、仙左衛門に招かれて料理を振る舞ってくれた城一郎に恋愛感情にも近い、強い敬慕の念を抱く。「才波様」と呼んでその時に一緒に撮った写真を肌身離さず持って宝物としており、いずれ再会し、自身の料理を振る舞うことを夢見ている。一方で、（名字が異なることもあり）因縁のある創真が城一郎の息子だとはまったく気づかず、第18巻で唐突に知ることになり、それまでの創真への非礼を思い出して悶々とする。
物語には第2話より登場し、編入試験の試験官を務める。創真の料理を美味しいと感じるも、その挑発的な態度に反発し、心ならずも「不味い」と宣言して不合格とする。のち、仙左衛門の図らいで入学してきた創真とは顔を合わす度に反発し、以降、創真のことになると感情を露わにすることが多くなる。中盤の薊政権下では、父を恐れて言いなりになるも、従姉妹・アリスの手助けで極星寮に匿われることとなり、そこでカルチャーショックを受けつつも様々な新しい経験を得る。創真などからの影響もあって、やがて父に反抗する勇気をもって自立し、反逆者として中枢美食機関と戦う。また、本来の優しい性格も現れるようになっていく。最終的には創真とのコンビで、学園トップである司と竜胆のコンビを破り、薊政権を終わらせる。
第二部では学園総帥に就任する。突如現れた朝陽にプロボーズされ、その身を狙われるなどしつつ、BLUEを通して、料理に絶望した母・真凪を救おうとも奔走する。最終的には創真の料理によって母子共に救われることとなり、決勝では創真を降して優勝する。
エピローグでは変わらず総帥の責務に邁進する一方で、創真の料理を楽しみにする様子も見せ、日本に帰ってきた彼を自ら出迎える。
田所 恵（たどころ めぐみ）
声 - 高橋未奈美
遠月学園高等部1年生。創真の同級生。極星寮の寮生。
三つ編みのおさげ髪の垢抜けない少女。気弱な性格で、自己評価が低く、やや内向的な性格。特にあがり症に悩んでおり、パニックに陥ると方言が出る癖がある。内部進学試験最下位で、自他ともに落ちこぼれと評価されるが、料理の実力は高く、そのあがり症のために真価を発揮できないでいる。正反対の性格の創真には当初は苦手意識を持ちつつも、極星寮で部屋が隣同士という縁もあり、学園のことについて教えるなど手助けする。創真と接することが多く、彼に助けられたり、その人となりを知ってやがて信頼するようになっていく。また創真の影響で徐々に料理の実力を発揮できるようになり、秋の選抜において周りにもその実力を認知されるようになる。内向的で基本的にドジな面が目立つが、かつて「東北の跳び兎」の異名を持った天才卓球少女で、卓球時はいつもと雰囲気が変わり、積極的になる。
得意分野は郷土料理を主とした和食。技術では他のトップクラスの生徒たちに一歩及ばないが、食べる相手のことを考えて工夫する、その「心遣い（ホスピタリティ）」が高く評価される。また、若くして難しいとされる「あんこうの吊るし切り」をマスターしているなど、包丁捌きも実力は高い。学園では郷土料理研究会に所属する。
出身は東北地方の港町にある小さな旅館。幼い頃から店を手伝うことでホスピタリティを養う。また、「あんこうの吊るし切り」ショーが街の名物で、漁のおじさんたちの動きを見て真似ることで技術を身につけていった。実家で出す料理の修業のために12歳の時に上京して学園に入る。後には仙左衛門の「玉の世代」計画で、入学前から目をつけられていたことが判明する。ただ、上記の通り、そのあがり症で真価を発揮できず、内部進学組では最下位の落ちこぼれとみなされていた。
作中には初期から登場し、創真とは極星寮で隣同士になったことや、クラスから爪弾きにされる「問題児」と「落ちこぼれ」という形でコンビを組むことが多くなる。創真のマイペース振りに振り回されつつも、彼に助けられ、徐々に自信を持ち、真価を発揮できるようになっていく。特に夏の合宿では退学を賭けて元十傑第一席・四宮と食戟を行うこととなり敗北するものの、その心遣いは堂島を初めとする審判役の学園OBらに高く評価され、退学を免れる。続く秋の選抜で選ばれたこと、さらには予選を突破したことで周囲の落ちこぼれという評価も改められる。本戦では1回戦敗退となるも、強敵・黒木場に一歩も引かず真正面で渡り合う。
薊政権下では創真らと共に中枢美食機関と戦う。寮でえりなを匿うことになった際も恐れながらも親身に接し、寮の危機にも他の寮生と共にヘルメットを被って戦う。連隊食戟では四宮から野菜を使った料理技術の手ほどきを受け、3rd BOUTにて茜ヶ久保と戦う。敗北するも高慢な茜ヶ久保を焦らせ、また彼女の料理が続く4th BOUTでえりなが茜ヶ久保に勝利する要素の1つとなる。
第二部では十傑第十席となる。十傑の仕事として、料理人の失踪が多発する観光地の調査を創真と行い、「真夜中の料理人」のモナールカと戦い倒す。BLUE編では予選を突破し、朝陽の部下である煌と戦い、彼の得意とする「毒物料理」をものともせず完勝する。その後、朝陽と当たると「クロスナイブズ」の能力で煌の料理をベースとした彼に意趣返しをされ敗北する。
エピローグでは実家の板長となり、東北で最も予約が取れないとするほどの名店に変える。また、紀ノ国と共に乾の店でオーナーとしての勉強を重ねる様子も描かれる。
タクミ・アルディーニ
声 - 花江夏樹
遠月学園高等部1年生。創真の同級生。
日本人の父とイタリア人の母を持つ美少年。女生徒たちからの人気も高く、普段は落ち着いたクールな性格であるものの、強いライバル意識を持つ創真のことになると感情的になり、時に暴走する。双子の弟・イサミと行動を共にすることが多く、暴走時は弟に諌められることも多い。後述のように5歳から父にイタリア料理を教わって料理の才能を若くして発揮し、料理への自負が強い。創真とは同じ町食堂の息子という共通点があり、それも彼に対するライバル心の理由になっている。だが、決して創真を嫌悪している訳ではなく宿泊研修で彼が絶体絶命の危機に陥った際は焦りの表情を見せ、それを乗り越えた際は安堵の表情を浮かべておりそれ以降も随所で気の合う所が見られる等純粋にライバルとして彼を必要としている事がうかがえる。
得意分野はイタリア料理で、町食堂の跡取りとして特に庶民向け料理に精通する。調理時は自身のトレードマークとしてイタリアの両手持ち包丁「メッザルーナ」を用いることもある。学園での学びを通して日本食など専門外分野のレベルも高く、限られた状況下でも機転を利かせ、独自にアレンジした料理を作り出せる能力を持つ。料理を出す時は「ブオンアッペティート」、決め台詞には「グラッツェ」などのイタリア語を使う。
出身はイタリア・フィレンツェであり、大衆食堂「トラットリア・アルディーニ」を営む父の元に双子の兄として生まれる。5歳から父より料理を教わるようになると、すぐに頭角を現し、幼少時から天才料理少年として知られていた。また、父の店も手伝うようになる。周りの同世代に自分に比肩する者がいないことに不満をいだいていたところ、中等部2年時に日本にいる叔父の勧めで弟と共に来日して遠月学園に入学した。
物語には初期より登場し、編入時のスピーチで挑戦的なスピーチを行った創真に、上記の通り、自分も町食堂の息子で、幼少より父の店を手伝ってきたという強い自負心があるがために強いライバル意識を持つようになる。以降、何かと創真に絡んでくるようになるが、作中で2人が食戟を行うことはない。秋の選抜試験編では準決勝で当たる可能性があり、戦うために互いの健闘を祈るも、1回戦の相手・美作の術中にハマって敗北した上に「メッザルーナ」を奪われるという完敗を喫する。のち準決勝で美作に勝利した創真から「メッザルーナ」を返されると闘志を露わにし、創真のみならず、美作へのリベンジも誓い、美作の人格にも影響を与える。
薊政権下では創真らと共に中枢美食機関と戦う。進級試験なども仲間らと共に突破していき試験官の竜胆の気まぐれなどもあり合格する。その後、落第した弟を救うために反逆者チームの一員として連帯食戟に臨み、3rd BOUTにおいて叡山に勝つも、4th BOUTにおいて竜胆に敗れる。
第二部では十傑第七席となる。BLUE編では予選を突破し、本戦1回戦においてドン・カーマと対決する。本来は、協力者による支援を前提とした団体戦であったがカーマの卑劣な作戦で弟が拉致され、不戦敗となる危機に見舞われる。しかし、創真の手助けを受けて即席とは思えない完璧な連携を行い完勝する。しかし2回戦でえりなに敗北する。
エピローグでは弟と共にイタリアに帰り、共に店をもり立てている様子が描かれる。

### 遠月茶寮料理學園
薙切 仙左衛門（なきり せんざえもん）
声 - 銀河万丈
遠月学園総帥。薙切家現当主でえりなとアリスの祖父であり、真凪と宗衛の実父。初登場は第4話。
立派な白髭に長い白髪の筋骨逞しく、威圧的な外見の和装の老人。遠月学園ひいては日本の料理業界を牛耳る食の魔王と評され、恐れられる。徹底的な少数精鋭主義を掲げ、一握りの玉のためには多くが捨て石になっても構わないと毎年大量の落後者を出す遠月を造り上げた人物であり、超一流の料理人が輩出さえできればそれで良いと考えている。それは純粋に才能を評価し、出自などは一切問わない公正さを持つ。
主として作中では料理の審査を行う。その審査は公正であり、たとえ身内であっても贔屓せず、信頼される。特に優れた料理を食した場合には、勝手に着物がはだけ、上半身を露にする「おはだけ」を披露する（本作では優れた料理を味わった描写として裸になるイメージが挿入されるが、仙左衛門は実際に肌を顕わす）。「おはだけ」は料理の衝撃度によって程度も変わり、恵の料理の際には見掛けは変わらなかったが、後でふんどしが外れていたことに気づくということもあった。
物語には序盤より登場し、編入試験で孫娘えりなが落第させた創真の料理をこっそりと味見して合格させる。以降、薊政権誕生までは学園の長として組織運営や料理の審査としてしばしば作中に登場する。後に明かされた事実として、実娘・真凪が料理に絶望して薙切家を去ったことを鑑みて、同じ神の舌を持つえりなにはその轍を踏ませないため、薙切家の伝統や仕来りを捨て極秘裏に「玉の世代」計画を立てていた。そのために、えりなと同世代の将来有望な子供たちを前もって目を付けており、創真やタクミ、黒木場たちが学園に入るよう働きかけていた。
月饗祭最終日に突如として現れた薊によって十傑の過半数が寝返ったことにより、総帥の座を追われる。その後、創真の下を訪れ、彼の遠月編入を城一郎に勧めた事実や、えりなの過去や薊の危険性について教え、創真にえりなを助けて欲しいと頭を下げて懇願する。水面下では堂島と組んで学園の実権を取り戻すべく連隊食戟を準備し、創真ら反逆者たちを支援する。第二部では、あえて総帥に返り咲かず、えりなに学園運営の一切を任せ隠居する。
景浦 久尚（かげうら ひさなお）
声 - 内匠靖明
食戟管理局の局長。34歳。
顔立ちは中間管理職のような大人しそうな男性だが、トランプのマークが大量にプリントされた特徴的なスーツを着ている。食戟を管理する長として、これを神聖不可侵の真剣勝負と捉えており、薊や叡山による食戟を汚す行為には強い憤りを感じている。

#### 極星寮
幸平 創真
本作の主人公。極星寮303号室の寮生。
→#主要人物
田所 恵
極星寮302号室の寮生。
→#主要人物
一色 慧（いっしき さとし）
声 - 櫻井孝宏、諏訪彩花（幼少期）
高等部2年生。十傑第七席。極星寮206号室の寮生で、寮のリーダー的存在。
身長180cmでスタイルの良い、常に笑みを浮かべた爽やかな好青年。社交性が高く、極星寮の後輩たちの面倒見も良い善良な人物だが、寮内では羞恥心が無くやたらと服を脱ぐ癖があり、特に裸エプロン姿になることが多い。また、寮内では屋根裏を移動し、突然、後輩の部屋の天井から現れて驚かせるということも多い。料理に限らず何でもこなせる器用な天才肌で、ゆえに掴み所がなく、本気を見せず常に余力を残しているかのような様子をみせる。そのため、十傑第六席で2年生の次席という地位にあるものの、本気になれば2年生首席の寧々よりも上とも評される。実家は京都祇園にて室町時代から代々割烹店を営む和食の名門「一色家」であり、その跡取りでもある。また、家同士の縁から寧々とは幼馴染。
得意分野は和食だが、そこに様々なジャンルの調理技術を詰め込んだ創作料理を真髄とする。ある美食家からは「超攻撃的和食」と称される。作中で本気を見せた連帯食戟での対司戦では独特の臭みを持つ野ウサギに対し、和食でも繊細な椀物を選択する。また、天才肌ゆえに何でも簡単に修得できたため幼少時は料理にもあまり熱が入らなかったが何でも熱心に行う寧々を見て、料理の楽しさを実感するようになったという過去を持つ。白津からは「まるで厨房で遊んでいるかのように料理を作る」と評される。
作中には創真の極星寮入寮から、寮の先輩として登場する。当初は十傑と名乗らず、歓迎会で「鰆の山椒焼き」を出して創真を驚かせる。以降、十傑の一人として秋の選抜の司会者として登場したり、寮の先輩として月饗祭では芋煮会を主催するといった形で作中に登場する。また、学外では婦人向けの料理教室を開き、創真と田所に手伝いを頼む。他に趣味で寮の畑で野菜を作っており、褌一丁で畑を耕しているという場面も多い。
薊政権の発足では表立っては反抗しなかったものの、積極的に支持もせず、最終的に薊によって女木島、久我と共に十傑の権限を剥奪される。しかし、水面下で食戟審査を公平なものとする「一色ルール」と称する取り決めを策定しており、その後の反逆者たちの動きをアシストする。進級試験でも創真たちに加勢するべく北海道へ向かい、堂島や城一郎と結託して薊を釣りだす計画に加担し、連隊食戟に反逆者チームとして参加する。1st BOUTで新十傑の白津に完勝するが、4th BOUTでは司と「野ウサギ」をテーマに対決し、作中で始めて本気を見せるものの、敗れる。しかし、司にかなり疲労感を与え、また、退学を免除する代わりに中枢美食機関に入り自分の下につかないかと持ちかけられるも丁寧に断る。
第二部では十傑第二席となる。エピローグでは実家より暖簾分けされて独立し、京料理界を牽引する。
吉野 悠姫（よしの ゆうき）
声 - 内田真礼
高等部1年生。極星寮116号室の寮生。
シニヨンに纏めた髪型が特徴の小柄な少女。明るい性格で誰とでもすぐに仲良くなれる極星寮のムードメーカー。感情の赴くままに行動することから、冷静さを失うと暴走しがちになる面もある。後述の通り、寮内ではジビエを飼っているが、部屋で飼っていることがばれてばれて、ふみ緒に怒られることがある。また、しばしば貧乳の子供体型であることが友人の榊の体型と比較される。
得意分野はジビエ料理で、寮内ではさまざまな禽獣（ジビエ）を飼っている。また、地元の猟友会と密接なパイプを持つ。将来は自分の手で新しいブランドの鶏（仮称：極星鶏）を作り出すことを夢見ている。
作中には創真の極星寮入寮から登場する。秋の選抜ではBブロック予選に登場し、オレンジの果肉と鴨の相性を利用した「鴨カツジビエカレー」で86点を獲得するも予選敗退となる。選抜戦後は肉というよく似たジャンルから郁魅と気が合うようになり、極星寮で互いに試作する仲となる。
エピローグでは郁魅、叡山と共に食肉流通ビジネスを開始し、極星寮のメンバーも調理アドバイザーとして協力している。25歳となった最終話にも登場する。
榊 涼子（さかき りょうこ）
声 - 茅野愛衣
高等部1年生。極星寮112号室の寮生。
大人びたロングヘアの少女。スタイルが良く、学園内には隠れファンがいる。温厚で冷静沈着な性格から、暴走しがちな吉野のなだめ役になることも多い。
得意分野は発酵食品であり、寮の近くに専用の塩麹作業場を構えている。酒もその対象であり、明言されないが、密造酒を米のジュースと読んで寮内で振る舞うことがある。秋の選抜の審査員からは「発酵屋本舗榊一家」の異名をつけられる。
作中には創真の極星寮入寮から登場する。秋の選抜ではAブロック予選に登場し、醤油麹を加えた「炭火熟成納豆カレー」で86点を獲得するも予選敗退となる。選抜戦後は郁魅や極星寮に同棲するようになったえりなと親しくなっている。第二部では髪をショートにしている。25歳となった最終話にも登場する。
伊武崎 峻（いぶさき しゅん）
声 - 村田太志
高等部1年生。極星寮208号室の寮生。
前髪で目が隠れている寡黙な少年。性格はクールで、ミステリアスな雰囲気を持ち、秘密主義者で自分の実力をあまり表に出さない。しかしながら、料理に対する自信は強く、強い情熱を秘めている。
得意分野は燻製料理で、寮内で自ら燻製を行っている。スモークウッドの自作なども行い、詳しい。秋の選抜の審査員からは「燻煙の貴公子（プリンス・オブ・スモーク）」と評される。
作中には創真の極星寮入寮から登場する。秋の選抜ではAブロック予選に登場し、粗引きスパイスを使った「特製スモークカレー」で88点を獲得するも予選敗退となる。その後も観客として登場する。25歳となった最終話にも登場する。
丸井 善二（まるい ぜんじ）
声 - 小林裕介
高等部1年生。極星寮205号室の寮生。
丸眼鏡を掛けたインテリ風の少年。外見通り座学を得意とし、性格は若干神経質。自室はいつも綺麗に片付けているため、極星寮の寮生たちが会合を開く際には自室に集まられることが多い。ただ、その後の散らかった部屋の片付けを押し付けられるため、迷惑がっている。
得意分野は特に言及されないが料理文献に精通する。美食に関する古典文献を研究・分析する宮里ゼミに所属し、1年にしてエースとなり、「味の物知り博士」など評される。ずば抜けた料理センスがない凡才であることを自覚し、周囲の天才たちに追いつくためにさまざまな学識を詰め込む。一方、体力が非常に低く、長時間の持久力を必要とする課題を苦手とする。
作中には創真の極星寮入寮から登場する。秋の選抜ではAブロック予選に登場し、ヴィシソワーズ風のルーを使った「白のポタージュカレーうどん」で88点を獲得するも予選敗退となる。その後も観客として登場する。
青木 大吾（あおき だいご）、佐藤 昭二（さとう しょうじ）
声 - 柳田淳一（青木）、河西健吾（佐藤）
高等部1年生。極星寮107号、211号室の寮生。
ガラの悪い2人組の青年。青木はもみ上げが特徴的な黒髪で筋肉質な体格。佐藤は金髪のオールバックで軟派な容姿。喧嘩をすることもあるが、基本的に二人一緒に行動する。モブキャラクター的な役回りで、他の寮生と比較しても登場は少なく、姓名も長らく未登場であり、スタジエール編の116話で名字が始めて登場した（またその116話では「脇キャラ」と揶揄される）。
得意分野は不明。秋の選抜にも選ばれず、もっぱら寮の応援団として登場する。しかし、夏の合宿やスタジエールに合格しているなど、料理の腕前は低いわけではない。向上心も強く、えりなに料理を酷評されても逆に闘志を燃やし、リベンジに励む。
作中には創真の極星寮入寮から登場するが上記の通り、名前の紹介もないモブキャラクターである。しかしながら、節々で軽いやり取りなどが描かれ、最終盤まで観客などとして登場している。
大御堂 ふみ緒（だいみどう ふみお）
声 - 横尾まり、生天目仁美（若い頃）
極星寮の管理責任者（寮母）。
極星寮を長年にわたり管理している老婆。問題児が多い寮生らに怒号を挙げて統制し、「極星の鬼婆」と呼ばれる。本人は「極星の聖母（マリア）」を自称する。入寮希望者には料理の試験を受けさせ、合格した者のみ入寮を許可する。城一郎や堂島が在籍していた当時も寮母を務めており、当時のような黄金時代を再び迎えることを期待している。

#### 遠月十傑評議会
| 席次   | 物語開始時   | 薊政権時     | 第二部               |
| ------ | ------------ | ------------ | -------------------- |
| 第一席 | 司瑛士       | 司瑛士       | 幸平創真             |
| 第二席 | 小林竜胆     | 小林竜胆     | 一色慧               |
| 第三席 | 女木島冬輔   | 茜ヶ久保もも | 久我照紀             |
| 第四席 | 茜ヶ久保もも | 斎藤綜明     | 葉山アキラ           |
| 第五席 | 斎藤綜明     | 鏑木祥子     | 黒木場リョウ         |
| 第六席 | 紀ノ国寧々   | 紀ノ国寧々   | 薙切アリス           |
| 第七席 | 一色慧       | 叡山枝津也   | タクミ・アルディーニ |
| 第八席 | 久我照紀     | 白津樹利夫   | 叡山枝津也           |
| 第九席 | 叡山枝津也   | 葉山アキラ   | 紀ノ国寧々           |
| 第十席 | 薙切えりな   | 薙切えりな   | 田所恵               |

物語の進展によって構成メンバーが変わるが（右表参照）、本節では物語開始時点の者たちを挙げる。
司 瑛士（つかさ えいし）
声 - 石田彰
高等部3年（第90期生）。十傑第一席。
端正な顔立ちの細身の青年。いつもネクタイを肩にかけている。非常に落ち着いており、一見するとクールな雰囲気だが、実際は単純に人付き合いが苦手な性格。十傑第一席として遠月学園の生徒たちのトップに君臨する存在だが、「人前に立つタイプじゃない」と語るほど気弱で、第一席としての責任や重圧に押しつぶされそうになっている。また、十傑として裏方仕事を担い苦労している。一方で料理に対する考えは極めて真摯であり、良くも悪くも自分の料理を極めることしか頭になく、他人への配慮を考慮しない傲慢なところがあり、客に味を聞かないなど自分の腕前に絶対の自信がある。中学1年生の時から日々努力を重ね、上手いと言われながらも満足せず、毎日何食も試食を作って多くの講師をノイローゼに追い込んだことから無自覚に「講師つぶし」と呼ばれていたエピソードを持つ。
得意ジャンルはフランス料理。徹底的に「自分らしさ」を捨て、素材のよさを極限にまで研ぎ澄ませた料理を重要視し、食通からは食材に傅きその身と誇りを奉じる者「食卓の白騎士（ターフェル・ヴァイスリッター）」と賞賛されている。特に「ジビエ」に造詣が深く「鹿肉」を自身のスペシャリテにしている。えりなからも感性と技術は人間業を超え、美食をつかさどる神々の領域に踏み込んでいると評されている。一方、弱気すぎる性格から他人に作業を任せられず、調理工程はすべて自分ひとりで行う。
十傑第一位となり、学園の代表として世界中の来賓にも料理を振る舞うようになるが、実際の味ではなく自分の肩書きで絶賛されることに苛立ちを覚えるようになっていたところを、薊の接触を受ける。何度も互いの料理観を話し合うにつれ彼の思想に共感するようになり、他の十傑たちと異なり、積極的な薊の支持者となる。また、中枢美食機関の方針で大衆料理店が潰れることを仕方ないと割り切っている。
月饗祭編で本格的に登場し、そのまま続けて、上記の動機から薊を支持し、仙左衛門の追放に賛成する。中枢美食機関発足後は、自ら講師を務める講義で自分のサポートに回った創真の能力の高さを気に入り、自分の助手として機関に誘う。断られても第一席を賭けて食戟を申し込み、これに完勝するも、創真の破天荒さを自分では制御できないとして機関入りは取り下げる。
連帯食戟では2nd BOUTでテーマ「緑茶」で久我と対決する。4種の茶葉と4つのピューレを組み合わせた「4つの緑茶によるグラデーションビュレ・スープ」で久我を破るが大きく体力を削られる。4th BOUTでは「野ウサギ」で一色と対決し、フランスの代表的ジビエ料理「野ウサギの王室風仕立て（リエーブル・ア・ラ・ロワイヤル）」で完勝する。FINAL BOUTではメインを務め、鹿肉を塩釜にした必殺料理「白き鎧の皿 ～ソース・シュヴルイユ～」で薊を絶賛させるが、創真とえりなの予想を超えるハーモニーに敗れる。
BLUE編で再登場し、朝陽と戦う。しかし、彼に敗れ、特注の大型グレーターを奪われる。
エピローグでは同期と共に自分の店を持つオーナーシェフとなり、WGOの星も獲得しただけでなく、宿泊研修の審査を依頼されている。
小林 竜胆（こばやし りんどう）
声 - 伊藤静
高等部3年（第90期生）。十傑第二席。
非常にスタイルがよく、八重歯、左目を髪で隠しているのが特徴の美人。明るく茶目っ気があり、基本的に深く考えずに面白そうという理由で行動する。第二席に相応しい調理や食材知識を持つものの、同時にいわゆるゲテモノなど含め様々なものを食すこと自体を好む。そのためにフットワークが軽く、密林などにも出かけていくが、一方で寒さは苦手で爬虫類のように動かなくなってしまう。中等部からの付き合いである司には、彼の料理に対する姿勢に興味を持ち、彼の第一席に着く夢に対して、自分は第二席に着くことを約束していた。薊政権では十傑として薊を支持してクーデターを成功させるが、その理由はドキドキするという単純な理由だった。
得意分野は希少食材で、ワニの肉といった珍しい獣の肉から昆虫の分泌物まで様々な食材を扱う。部位に応じて最も効率的なナイフを使い分け瞬時に解体するナイフテクニックに加え、希少食材の解体法・捌き方を含めた食材に対する膨大な知識がある。それらは未知なる味への強い好奇心が元にあり、十傑入りした当初からその権限で海外を飛び回り、世界中の生態系に影響が出ないと判断された全ての生物を調理し食べ尽くしてきた。この結果、現地スタッフとの共同プロジェクトで多くの新種生物の発見といった功績も挙げ、これらにより、財と権力で己の食欲を満たす「美食家」、未知なる食材を探求する「調査者（フィールドワーカー）」、あらゆる食材を食らい尽くす「蛮族（バーバリアン）」の3つの顔を持つと評される。
月饗祭編で本格的に登場し、十傑で唯一出店せず、昆虫食研究会も含めた5日間で全120店舗の食べ歩きを行っていたところを創真と出会う。久我に一矢報いた彼を気に入ると最後の店として恵と共に司の模擬店に招待するが、その食事後に薊のクーデター及び、自分や司がそれを支持したことを明かす。その後は薊政権側の人間だが前と変わらず好き勝手に行動し、創真と叡山の食戟では、十傑の仕事をほっぽり出して観戦に興じ、創真の「羽根チーズ付き餃子」を試食して絶賛する。
進級試験では反逆者を潰す機関側の刺客として招集されるものの、卑怯な手を使わないと公言したり、十傑を追放された久我が反逆者たちに加勢することを黙認する。さらに薊の命令による三次試験においては、タクミと恵と対戦することになるが、料理対決ではなく、自分に上手いと言わせる料理を出すという試験にし、何か狙いがあると警戒した2人を余所に、どちらの料理も美味いといってあっさり合格を出す。
連帯食戟では2nd BOUTで女木島と対決する。テーマ食材「唐辛子」でワニ肉と大量の唐辛子を使った料理で倒すが大きく体力を削られる。4th BOUTでは「ヤリイカ」でタクミと対決するが、ピラルクーを使ったペルー料理のマッシュポテト「カウサ」で完勝する。司と組んで、創真・えりなペアと戦ったFINAL BOUTは前菜でしいたけを主役食材とし蟻酸を使った「きのこのミルフューユ ～デュクセルを挟んで～」でメインの司にうまくつなげるも敗北する。
卒業後は司と共にジャングルで動物採取をしているシーンが描写されている。
女木島 冬輔（めぎしま とうすけ）
声 - 楠大典
高等部3年（第90期生）。十傑第三席。
身長193cmでニット帽を被った大柄な生徒。十傑の中でも特に大柄で筋肉質な体格。常に無表情で寡黙な性格。勝負事は性に合わず、料理の勝ち負けはいかに客を喜ばせられるかという競争だけでいいという考えを持つ。このため食戟嫌いと知られるが、日本一の料理学校として知って入学した遠月で、望まない食戟を毎日挑まれ、売られた勝負を片っ端から受けた結果、第三席となった。そのため十傑の地位へのこだわりはなく、自分のラーメンを戦闘の道具にはしたくないという。調理時には創真と同様頭に手ぬぐいを巻く。
得意料理はラーメンで、「ラーメンマスター」の異名を持つ。ラーメン道の追及として日本全国で屋台を引きながら修行の日々を重ね、その先々で経営難に陥った店を助けたり、ラーメン店同士のいざこざなどを解決してきたことで日本中のラーメン店主から絶大な信頼を受け、女木島の名は全国的に知られるという。支持者からは若旦那や組長とも呼ばれる。
薊政権下では上記の思想や来歴から大衆食堂を潰そうとしている薊を支持せず、一色、久我と共に十傑の権限を剥奪される。その後、薊政権の圧力で食材の仕入れに苦しむ店を自身の人脈で救うために北海道にいたところを、連帯食戟のメンバーを集める創真ら反逆者たちと再会する。当初はラーメン業界のことで手いっぱいとして要請を断るものの、食い下がる創真に対して上級生の躾の名目でラーメン対決を行い、完膚なきまでに叩き伏せる。しかし、何度負けても立ち上がる創真の執念と「全ての皿が自由である環境を守りたい」という信念を認め、連隊食戟への参加を決意する。
1st BOUTでは鏑木を難なく倒す。2nd BOUTではお題「唐辛子」で竜胆と対決することとなる。豪快な竜胆の性格を先読みし、アフリカの調味料「ハリッサ」を大量投入し「チキンムアンバ」をベースとした「アフリカンラーメン」で挑むが、一歩及ばず敗北する。しかしながら、竜胆の体力を大きく消耗させることに成功する。
卒業後はパリでラーメンの屋台を開いており、地元民から絶賛されている。
茜ヶ久保 もも（あかねがくぼ もも）
声 - 釘宮理恵
高等部3年（第90期生）。十傑第四席（のち第三席）。
身長140cmという非常に小柄でツーサイドアップのような髪型の童顔の少女。常にブッチーと呼ぶネコのようなぬいぐるみを抱いているのが特徴。基本的にいつも不機嫌な表情で口数は少ないが毒舌家。人見知りが激しく、会話が成立するようになるまで時間がかかるが、親しくなると口数が増えるという。また、可愛いと気に入った相手に渾名を付けるとされるが、一色の分析では渾名をつけるのは格下と見ている相手だけである。
得意料理は菓子（スイーツ）で、遠月学園当代きってのパティシエ（菓子職人）と評される。洋菓子・和菓子問わず得意とし、その繊細な技術と華やかな美的センスを生かした菓子作りで十傑入りを果たした。作った料理を自撮りしてその写真をSNSに投稿しており、同世代の女子から絶大な支持を集めている。また、幼い頃から可愛いものに対する感性が鋭く、気に入ったグッズが軒並み大ヒットを連発し、様々な業界関係者から勧誘を受けたというが、お菓子を作っているときの自分が一番可愛いという理由で遠月学園への進学を決めたという。
月饗祭においては山の手エリアで売上総合1位を達成する。その後は薊政権に与し、残党狩りでは叡山と共にD会場を担当して各研究会に完勝する。
連帯食戟では3rd BOUTで登場し、恵とお題「りんご」で対決する。バラの中でも優美な香りを持つ「ダマスクローズ」を染み込ませた「女王さまの林檎タルト」で恵を破るが、予想外の彼女の善戦に機嫌を悪くする。続く4th BOUTではえりなと「黒糖」で対決することとなり、醤油クリームを塗りつけた「黒糖ロールキーキ城」を披露するが、恵の料理からヒントを得たえりなの料理に敗れる。
連帯食戟後、遠月を卒業し洋菓子店を開いている。
斎藤 綜明（さいとう そうめい）
声 - 小西克幸
高等部3年（第90期生）。十傑第五席（のち第四席）。
身長186cmで、モヒカンと鼻の横一文字の傷が特徴の青年。刀と見間違えるような巨大な包丁「いさな斬り」を常に持ち歩いて、和装にさらしを巻き、さらに古風な武士口調で話すなど、意図して武士っぽい言動に務めている。基本的に一人称は「俺」だが同級生から「拙者」の時もあると揶揄され、創真との対決では実際に用いている。内面でも武士道を重んじ、食戟でも正々堂々を好む。薊政権下では後述の経緯から薊側に付き、十傑第四席となる。
得意料理は「寿司」であり、当代きっての寿司職人と評される。「いさな斬り」もマグロ用の解体包丁であり、巨大なマグロを瞬時に解体する技術を持つ。魚介類の扱い全般を得意とするが、それらを生かす副食材の扱いにも長け、そのために寿司以外のジャンルにも精通する。
実家は母親が女手一つで切り盛りする小さな寿司屋。母は老舗寿司屋に修行に行くも男尊女卑といった旧態依然とした悪辣な職場で過労で倒れ、他に実家の寿司屋で握りを担える従業員もいなかったために、中等部3年時に自ら板場に立ったという経歴を持つ。また、子供や学生という理由で差別的な態度を見せてくる職人たちに自分の能力を見せつけ黙らせてきた。この経緯から薊の思想に心酔しないまでも拒否する理由もないとして薊側につく。
連帯食戟では2nd BOUTで美作と対決する。お題「まぐろ」で得意の寿司で挑むが、自身を完璧にトレースする美作を賞賛し、より対等な条件にするべく「いさな斬り」を貸し与える。「まぐろ十貫 小玉紅玉寿司（こだまルビーずし）」を披露し、ネタに筋を入れて味を広がりやすくする「隠し包丁」の差で勝利する。翌日の3rd BOUTでは創真と「バター」で対決となり、オレンジの果汁とレモン汁で作った特製酢飯を使った「海鮮バター丼」を披露するが、創真に敗れ、潔く敗北を認める。
卒業後は寿司屋の大将となり、翌年まで予約で埋まるほどの人気店となっている。
紀ノ国 寧々（きのくに ねね）
声 - 花澤香菜
高等部2年（第91期生）。十傑第六席（のち第九席）。
丸メガネとおさげ髪が特徴の険のある女子生徒。口数は少ないが言動はストレートで辛辣。性格に問題がある生徒が多い中で公正さを重んじ、フェアな勝負を好む。第91期生の筆頭で別格と評されるが、幼馴染でもある一色の方が上だと内心では確信している。地道な積み重ねを厭わず、技術を磨くことを好む性格で、幼少より料理以外にも日本舞踊など様々な稽古事を努力で修練してきた。
得意料理は和食料理全般。ただし「和食だけの料理人ではない」と述べ、その他の料理にも精通していることを示唆する。神田の老舗そば屋の出身であり、中でもそばを「必殺料理」とするなど得意とし、熟練された作業工程を薊からは「そばのテキスト・ブック」と賞賛される。
「江戸そば」の流儀を現代まで継承してきた超一流の老舗そば屋の出身で、幼少よりそば作りに必要な技術を始め、茶道・懐石料理などを含めた日本料理の髄を叩き込まれる。さらには和食文化の担い手である名門紀ノ国家の嗜みとして、日本舞踊・書道・薙刀など様々な日本文化の稽古を重ねる。外で遊ぶ同年代の子供を羨むことはなかったが、昔から付き合いのあった一色が、自分が苦労して覚えた技術をあっさり身につけ、さらに本気を出さずに飄々としていることを嫌っている。一方で一色としては料理への楽しさを見出せないでいた頃に、彼女の努力を重ねる姿に影響を受けていた。
作中では薊を支持し中枢美食機関入りする。薊政権下での十傑再編では鏑木に抜かれて第六席据え置きとなる。連帯食戟で本格的に登場し、1st BOUTにおいて得意料理の「そば」で創真と対決する。自身が学んできた全てを注ぎ込んだ「九割そば～桜エビのかき揚げを添えて～」を出すが、北海道の気温を考慮せず、いつも通りに作ってしまったために、それを考慮した創真に敗北を喫する。また一色からは「物事の本質に目を向けず、教えられたことを繰り返しているだけ」と薊を支持したことも含めて批判される。
3年生時は第九席として十傑に留まる。創真の父親が元十傑第二席と知って誰よりも驚愕し、そば対決で感じ取った彼の異質さを確信する。
プロローグでは自分の家とは違う流儀の日本料理を見聞するとして日本全国の和食料理屋を渡り歩き、田所と同様に乾の店でも手伝いをしている描写がある。
一色 慧
高等部2年（第91期生）。十傑第七席（のち追放を経て第二席）。
→#極星寮
久我 照紀（くが てるのり）
声 - 梶裕貴
高等部2年（第91期生）。十傑第八席（のち追放を経て第三席）。中華料理研究会（通称「中華研」）主将。
身長155cmという背の低い青年。常にテンションが高く口やかましい性格で、相手を軽んじたり、挑発するような発言が目立つ。また1年生を眼中にないとし、3年生の十傑を引きずり降ろそうとしている野心家。背が低いのがコンプレックスで、それに触れられると激怒する。創真のことは「幸平ちん」と呼ぶ。
得意料理は中華料理で、特に辛さを追求した四川料理を専門とする。激辛料理に大汗をかきながらも病み付きになって食べ続ける人を見るのが楽しくて仕方がないという。中華研の主将としても活躍し、本来は広く中華料理を対象としていた同研究部を四川料理に特化させ、数十人もの部員たちに厳しい鍛錬を課して統制している。また一般の店にもレシピを提供しており、学外からも問い合わせがくる。裕福な家庭に生まれ幼い頃から親に連れられて海外を色々と周り、本格中華を食べ歩いていたといい、十傑入り後もその権限で四川・湖南・貴州などに頻繁に出掛けている。
月饗祭編の前段となる紅葉狩り会で本格的に登場し、創真に食戟を挑まれて、間もなく開かれる月饗祭で自分に何か一つ勝ったらそれを受けるという約束をする。そして中央エリアに中華研を主体とする「久我飯店」を出店し、味は元より鍛え上げた部員たちの調理により、大量の客を捌いて連日1位を獲得する。実は自身も1年次の時に完敗した司に対して食戟を挑んでおり「月饗祭で5日連続売上1位」という条件のために本気で臨んでいた。しかし、4日目の売上において創真に敗れ、両者痛み分けという形になる。
薊政権では中枢美食機関に反発し、十傑の会議をボイコットし続け、やがて女木島や一色と共に十傑の地位を剥奪される。しかし、十傑の座を諦めてはおらず、進級試験で熊肉をテーマに葉山と戦うこととなった創真の前に現れ、中華研の総力を挙げてサポートする。続いて連隊食戟にも参加し、2nd BOUTでテーマ食材は「緑茶」で、因縁の司と対決する。タイマンで司に勝つというこだわりを捨て、後に控える創真たちにつなげようとする。美作のサポートを受け、彼のの燻製醤油をプラスした黒酢にフレンチの技巧を織り交ぜた「緑茶黒酢豚」で過去の自分との違いを見せる。結果として敗北したが、司の体力を大幅に消耗させることに成功する。
3年生時は十傑第三席となる。他の十傑と共にノワールの検挙を行う。卒業後は、世界各国の名だたる高級ホテルと契約し、5つの中華レストランの料理長を掛け持ちする。
叡山 枝津也（えいざん えつや）
声 - 杉田智和
高等部2年（第91期生）。十傑第九席（のち第七席→第八席）。
インテリヤクザのような風貌の眼鏡の青年。プライドが高く、自分に歯向かう者に容赦しない。徹底的な拝金主義者で、遠月に入学したのも「金になるから」とし、入学初年度から様々なフードコンサルティングで大金を稼いでいる。このため、自らを料理人ではなく、「全ての料理人を従える者」と自負する。また中等部の頃より武闘派として名を馳せ、負かせた相手を従わせる形で次々と手下を増やし、高等部に進級する頃には一大勢力を築き上げていたという。
得意料理は特に作中では明かされず、基本的に様々な料理や食材に精通する。料理人としてではなく、コンサルティング業で名を馳せ、初年度に稼いだ総額はその学年全生徒の入学金をあっさりと越え、また、これまで手掛けた案件の数は500を超えていることから「錬金術士（アルキミスタ）」の異名を持つ。調理を行うイメージがあまりなく、さらに自ら食戟の場に出ることもほとんど無いにも関わらず満場一致で十傑に選出され、竜胆から「コンサル業にのめり込まなかったら、現十傑メンバーの何人かは食われてたかもしれない」と評されるほど、料理の実力は高い。しかし、実際の食戟では相手の持ち味を打ち消すことを得意とし、相手の長所を妨害料理で潰したり、相手の苦手ジャンルでの勝負に持ち込むケースが大半だとされている。
商店街編で本格的に登場し、唐揚げ専門店「もず屋」の東京進出をプロデュースしており、創真と間接的に戦うこととなる。しかし、中百舌鳥社長の独断専行もあって結果として敗北し、経歴に傷をつけられたことに激怒する。その上で創真を傘下に収めようとするが拒否され、潰すことを宣言する。
続く秋の選抜編ではテーマや開催概要などの草案の製作を担当しつつ、本戦では創真への刺客として傘下の美作を送り込む。月饗祭では直接は出店せず他の模擬店を買収し売上を稼ぐ。
薊のクーデターでは中枢美食機関を支持し、反対者に対して積極的な妨害工作を行う。特に食戟では予め審査員を金で買収し、相手は試食すらしてもらえないという卑劣な策で勝利を重ね、生徒たちを絶望させる。加えて手下を率いて極星寮の取り壊しも主導するが、恵らの激しい抵抗を受け、創真の食戟を受けることとなる。あえて正面から挑むことで創真の精神を折ろうとし、テーマ「さつま地鶏」に対して特に仕込みや下準備することなく即興で「海南鶏飯」を提供して審査員たちを歓喜させる。しかし、その上を行く創真の「ゆきひら流羽根チーズ付き手羽先餃子」で、審査員たちが翻意し敗北する。創真に負けた最初の十傑として自らの追放処分を申し出るが、薊から策の失敗を指摘されつつ残留となる。しかし、楠ら機関のメンバーからは馬鹿にされ、創真に対して更なる復讐心を抱くようになる。
連帯食戟では3rd BOUTにてタクミと「牛肉」で対決する。タクミが時雨煮を作ることを知ると、苦味成分シナリンを多く含む野菜アーティチョークをふんだんに使った料理「魅惑の牛ロースト～Etsuya・E・Edition～」で、後出しの彼への妨害を試みる。しかし、策を完全に見破られており、逆にタクミの品をより高める前座に利用され、完敗する。
3年生時は第八席として十傑に留まる。悪態をつきながらも第一席の創真とも会話を交わす。
薙切 えりな
高等部1年（第92期生）。十傑第十席。
→#主要人物

#### 高等部1年（第92期生）
葉山 アキラ（はやま アキラ）
声 - 諏訪部順一、田村睦心（幼少期）
高等部1年（第92期生）。薊政権で十傑第九席（第二部で第四席）。汐見ゼミ所属
褐色の肌と後ろに束ねた長い銀髪が特徴の美青年。大人びたクールな性格で、自分の実力に一切揺るぎない自信を持つ。後述の通り、鋭い嗅覚を持ち、その異才を発揮した香りを特徴とする独特な料理を得意とし、第92期生内ではえりなと並んで筆頭的な生徒とみなされている。後述の経緯から汐見に絶大な信頼を寄せており、もっぱら彼女が主任を務める汐見ゼミに専念している。そのため、他の同級生らとの絡みが少なく、基本的に一匹狼として活動する。汐見の世話という観点から家事にも長け、その容姿から女子生徒からの人気も高い。
得意分野は香辛料（スパイス）であり、汐見ゼミで育てている日本では希少なスパイスを用いるなど、食材の入手でも秀でる。そのためカレーなどを得意とするが、その本質はえりなの「神の舌」に匹敵しうると評される明敏な嗅覚にあり、香りを主眼とした多彩な料理を作り出す。食戟などの場においては、それを実食する審査員のみならず、その香りで観客すら虜にする。食材選びでも、多様な匂いのある魚市場で、目利き者でようやくわかる旬の最上級サンマを、匂いで選び出すといった芸当を見せる。
出身は熱帯の国であり、物心付く前に親に捨てられ、幼少時はスラム街で生きていた過去を持つ。このため、親の顔も本当の名前も知らない。ある時、市場で粗悪なスパイスを強引に押し売られそうになった汐見を助け、また彼女もその特異な嗅覚に気づいたことがきっかけで、当時彼女が参加していた葉山ゼミの教授が身元引受人となり日本に渡る。この時に「新しき料理の世界を明らかにし照らす子に」という意味を込め、アキラと名付けられた。現在は生活力がない汐見の面倒を見る形で、軽んじるような発言を平気でするほどフランクに接するが、彼女にはスラム街の暮らしから連れ出してくれたとして多大な感謝の念を持つ。
物語には秋の選抜編から登場する。予選から「カレー」という自身が得意とする料理となり、優勝の筆頭候補と見なされる。下馬評通り、Aブロック予選を破格の94点で1位突破し、本戦1回戦も新戸に圧勝する。それまで無名だった黒木場や創真といった好敵手が現れる中でも高い実力を発揮し続け、異例の3人決勝戦を制して優勝する。以降、同期のライバルとして創真や黒木場に絡まれることが多くなり、月饗祭では半ば強引にアリス・黒木場と模擬店を出すことになる。
薊政権では汐見ゼミを人質に取られる形で、不本意ながら中枢美食機関に加担する。さらに十傑の再編においてはバトルロワイヤルを制して第九席となり、名実ともに第92期生の首席となる。進級試験編では薊の指示で三次試験で創真と戦うが、料理は互角でも「情熱」を失っていたことで敗北し、汐見からも自分のために戦いなさいと諭され、薊政権からの離脱を決める。
第二部では十傑第四席となり、同期では創真に次ぐ地位となる。数年後を描いたエピローグでは、若くして学園の教授になっており、堂島からは遠月リゾートの経営に誘われている。
黒木場 リョウ（くろきば リョウ）
声 - 岡本信彦
高等部1年（第92期生）。第二部で十傑第五席。薙切アリスの付き人。
普段はボサボサな頭で無気力な長身の青年。アリスの側近として常に彼女と行動し、彼女を「お嬢」と呼んで理不尽な命令を無気力にこなす。しかし、右手に巻いたバンダナを頭につけると豹変し、自信家かつ攻撃的で荒々しい性格となる。食戟などの勝負の場においては自身の料理を食べた者を屈服させることを信条とし、その実力は同期の葉山に匹敵する。一方で、そうした場ではない、普段の授業は夏の合宿も含め、無気力に淡々とこなし、課題をこなす程度の料理しか作らない。このため、秋の選抜まではその実力を知られていなかった。選抜以降はアリスだけでなく、同期のライバルとして創真・葉山とつるむことも多くなる。
得意分野は海鮮食材で、フランス料理をアレンジした技法を多く用いる。また、アリスとの対戦で学んだ分子ガストロノミーの技術も多く取り入れる。後述の出自から若くして魚介類の目利きに優れ、食材選びの段階から他に比肩されない実力を持つ。また、その調理技術や味は非常に攻撃的なものとして描写され、アリスからは集中力と闘争心が真骨頂と評される。また、毎日アリスと勝負を行い日々研鑽している。
出身は北欧の港町であり、幼少時からレストランで働き、荒くれ者の船乗りらを相手にしてきた。当時から自分の料理に自信を持ち、大の大人相手でも勝ち気に振る舞っていた。そんな折、日本から引っ越してきたアリスの目に止まり、以降、彼女に料理勝負を挑まれるようになる。最初はお嬢様だと軽んじていたがまったく歯が立たず連敗が続き、悔しさから尚も挑み続け、料理に対する熱や闘争心が育まれることになる。その才能の高さはアリスの父・宗衛にも知られるところとなり、中学生の歳になると彼のお膳立てで、遠月学園に入るためアリスと共に日本にやってくる。
物語には夏の合宿編から登場する。当初は我儘なアリスに振り回される無気力な従者という形での登場であったが、秋の選抜において上記の本性と頭角を現すようになる。Aブロック予選ではコニャックを使った「伊勢海老のフレンチカレー」で、葉山の次点（創真と同点）の93点を獲得し、2位タイで突破する。以降、本戦1回戦では「ラーメン」対決で恵を破り、2回戦（準決勝）では優勝候補の葉山と「洋食のメイン一品」で対決する。この勝負は異例の引き分けとなり、別山を勝ち進んだ創真を加えて3人での決勝となる。審査員を唸らせ味は互角と評されるも、「料理人の顔が見える料理」の1点で葉山に敗れる。
薊政権ではアリスに従う形で反逆者側となり、彼女が主将を務める「最先端研究会」の代表として中枢美食機関代表の楠と対決し、勝利する。その後の進級試験編では三次試験で十傑に敗れる。
第二部では十傑第五席となるが、変わらず上席の創真や葉山に挑もうとする攻撃的な気概を見せる。数年後を描いたエピローグでは、海洋生物学の分野でも活躍する様子が描かれている。
薙切 アリス（なきり アリス）
声 - 赤﨑千夏
高等部1年（第92期生）。第二部で十傑第六席。えりなの従姉妹。「最先端研究会」主将。
日本人の父親とデンマーク人の母親の間に生まれたハーフの北欧系美少女。ショートカットの銀髪と白い肌が特徴で、スタイルも良い。シリアスな場面では大人びた雰囲気を見せることもある一方、外国暮らしが長いことやお嬢様であることから独特の感性を持ち、コミカルな言動も多い。自由奔放で周りを振り回すことが多く、作中では創真と並んでえりなのペースを乱す存在。また、敵意を見せたかと思えば、フレンドリーに接してくるなど掴み所がない。呼ばれていない審査員席に現れるなど、神出鬼没な一面もある。他方、料理に関しては実力者として知られ、将来の十傑入りを確実視されている。
得意分野は分子ガストロノミー（分子美食学）で、科学技術を用いた最新調理機器・技術を利用し、これまでにない創作料理を得意とする。「薙切インターナショナル」の令嬢として、幼少より最先端技術に触れる機会に恵まれ、9歳頃には分子美食学で最も権威ある国際コンクールで賞を初めてとして様々な賞を総なめにし、10歳になる頃には特許を45も取得して20店舗もの料理店とメニュー研究の契約を結んでいたという実績を持つ。既存にはない美食として、様々な料理を言葉で表現してきた文筆家の安東からは、その美味しさを表す言葉が見つからないと悔しがらせる。
祖父は仙左衛門、父は「薙切インターナショナル」の創設者である宗衛という薙切家の令嬢であり、5歳まではえりなと一緒に本家で暮らしていた。その後、父の仕事の関係で北欧に転居することになる。同年代の料理人がいない一人ぼっちの中で黒木場と出会い、毎日、彼の店を訪れては料理勝負を挑む。他方では上記の通り分子美食学のコンクールで優勝するなど研鑽と実績を積み、中学の時に従者となった黒木場を連れて日本に戻り、遠月学園の中等部に入る。
従姉妹・えりなとの関係は複雑で、幼少時に一緒に暮らしていた際には当時から既に「神の舌」として知られ、料理に厳しかったえりなに、自作の料理を否定されるなど「いじめられていた」と語る。そこで見返すために遠月で成り上がることを公言する。その一方、本心では仲良くしたいと願っており、時折見せる彼女の優しさに惹かれてもいた。このため、プライベートでは彼女をプールに誘って楽しむという行動も見せる。また、叔父・薊の教育で彼女が冷徹となったこと、さらに引越し後にも彼女宛に送っていた手紙を薊がことごとく破り捨てていたことを知り、彼を毛嫌いしている。
物語には夏の合宿編から登場する。講師と食戟したという噂の立った創真に興味を持つが、彼がビュッフェ課題で失敗することを予見する。同課題で自身はえりなに次ぐ記録を出し、実力を見せる。秋の選抜ではBブロック予選に参加し、科学調理を駆使した、様々な温度差を味わえる未知のカレー料理プレートで審査員を驚愕させ、95点で1位通過する。続く本戦1回戦では創真と「弁当」で当たり、個々に趣向を凝らした未知の手鞠寿司を詰め込んだ「手鞠弁当」で勝利を確信するも、肝心のテーマである「弁当ならではの魅力」を表現できていないと審査員の仙左衛門に指摘され、敗北する。続く月饗祭では強引に黒木場と葉山を巻き込んで模擬店を出すが、その自由奔放さで赤字を出して退学の危機に陥る（その後、反省し無事に黒字に変える）。
薊政権では、上記の理由から薊に強い敵意を抱いており、反逆者となる。えりなを守ることを宣言し、極星寮や新戸らと協力して対応する。進級試験では三次試験で十傑に敗れるも、薙切家の一員としての我儘を通して北海道に残り、黒木場たちと共に連隊食戟を見守れるよう手配する。
第二部では十傑第六席となる。数年後を描いたエピローグでは、薙切インターナショナルの現場責任者となり、自身の料理テクニックを一般に応用させる研究に熱中している。
新戸 緋沙子（あらと ひさこ）
声 - 大西沙織
高等部1年（第92期生）。エリナの側近。
ボブカットの落ち着いた少女。事務作業時のみ眼鏡を掛ける。えりなとは幼馴染で実家同士の関係もあって彼女に仕えるような形となっており、普段から「えりな様」と呼ぶ。えりなのスケジュールなども管理しており、名前をもじって「秘書子」と渾名されるが、本人はこの呼び方を嫌っている。えりなの人間関係から、アリスに敵意を抱き、創真のことも初対面以来敵視していたが、スタジエール編以降は彼を信頼するようになる。料理の腕も高いが、えりなをサポートするために電子端末の扱いなど、事務作業全般に長けている。
得意料理は薬膳料理。古くから続く漢方医の家系の出身で東洋医学の知識を料理に昇華させた薬膳料理のエキスパートと評される。漢方由来のハーブやスパイスといった材料だけではなく、生きた状態のスッポンを手際よく解体するといった腕前も持つ。
えりなの側近として物語序盤から登場しており、上記の通り創真に敵意を抱く。秋の選抜編で作中で初めて自身の料理を披露し、薬膳とカレーを融合させた「羊肉四物湯カレー」で92点を獲得し、Bブロック予選を2位で通過する。しかし、本戦一回戦で自信作の「スッポンハンバーガー」が葉山に完敗した上に、彼から「えりなに次ぐNo.2」であることに固執する志の低さを痛烈に批判され、えりな様に合わせる顔がないとして彼女の元を去る。
スタジエール編の後半で再登場し、隔意ある創真と「洋食の三田村」で共に活動することになる。慣れた様子で活躍する創真に対し、実際の現場の厳しさに自分の実力のなさを実感するも、店員たちから感謝され、自信を取り戻していく。その後、創真の指摘で三田村の問題を根本的に解決することとなり、スタジエールを無事に合格する。その際、創真に感謝すると共に、彼から「これからはえりなの後ろではなく並び立てばいい」と促され、えりなの元に戻る決意をする。以降は創真に協力的な様子も見せるようになる。
薊政権下では、薊からえりなの秘書役を外されてしまい、意気消沈する。アリスと組んで彼女を軟禁されている屋敷から連れ出し、創真を頼って極星寮に匿ってもらうことにする。この時、えりなの過去などを明かす。進級試験では、反逆者側で参加し、同時に自身も講師として創真らを支援する。特に創真と葉山の対決では彼女のアドバイスが突破口となる。続く三次試験では斎藤に敗れる。
卒業から数年後を描いたエピローグでは変わらず、えりなの側近かつ秘書として行動を共にし、一緒に「ゆきひら」を訪れている。
第2話から登場しているが名前は秋の選抜編の第7巻で初めて明かされ、それまで単行本の登場人物説明では「えりなの秘書」と称されていた。
水戸 郁魅（みと いくみ）
声 - 石上静香
高等部1年（第92期生）。のち「丼物研究会」部員。
褐色肌にアホ毛があるショートカットの金髪の美少女。作中屈指の豊満なプロポーションを持つ上で、制服を西部劇風に着崩した露出度の高い格好が特徴。勝気な性格で、言動も男勝りだが根は真面目で素直。また、外見に反して実家は食肉業界の大物であるお嬢様であり、金銭感覚は庶民とかけ離れている。得意料理や、その豊満な肉体から、肉魅（にくみ）という渾名を持つが、本人はこの呼び名を嫌っている。
得意料理は肉料理で、ミートマスターの異名を持つ。食材の温度を繊細に感じ取る優れた感覚を持ち、肉の脂の旨味などに造詣が深い。実家のツテにより、肉の高級希少食材なども容易く手に入れることができる。創真に敗北してからは肉以外の食材にも注意するようになり、秋の選抜予選では予選落ちするも、審査員から「肉将軍（ミートジェネラル）」と高く賞賛される。
登場時はえりな派閥で、幼い頃に何度か彼女と会い、薙切家の重圧の中でも常に凛としているところを尊敬している。後述のように丼研での対決で敗れ見捨てられてしまい、以降、創真とえりなの仲が進展する中にあっても、互いに避けたような状態となっていたが、進級試験編において自分の想いを打ち解け、関係を修復する。
物語初期から登場し、えりな派閥の生徒として彼女の命令で丼研を潰そうとする。しかし、丼研の代理としてきた創真と食戟を行うこととなり、自分が敗北した場合は丼研に入部することを約束する。A5和牛の熟成肉を惜しげもなく使った「A5和牛のロティ丼」を披露するが、肉と飯の一体感が欠けており、敗北してえりなからも見捨てられる。しかし、これをきっかけに創真に好意を抱くようになり、丼研の活動にも真面目に取り組む。
以降、端役問わず、創真と親しい実力者として作中に頻繁に登場するようになり、商店街編では半ば勘違いしつつも創真に頼られ、商店街の立て直しに協力する。秋の選抜では予選Aブロックで「東坡肉カレー丼」を披露し、86点の高得点をマークするも予選敗退となる。極星寮の寮生たちとも打ち解け、特に得意分野が近い吉野と意気投合する。
薊政権下では残党狩りにおいて丼研代表として中枢美食機関代表の梁井と対決することになるが、肉と飯の一体感に注意した作品で勝ち、丼研存続となる。進級試験にも反逆者側で臨むが、三次試験で茜ヶ久保に敗れる。
イサミ・アルディーニ
声 - 小野友樹
高等部1年（第92期生）。タクミの双子の弟。
双子の兄タクミとはまったく正反対の身長182cmの非常に太った少年。また髪色も黒髪。性格も兄と対照的な温厚なもので、マイペースでのんびりしており、人当たりも良い。幼少時は比較的痩せており、髪の色以外はタクミと瓜二つの美少年であり、現在でも夏バテで痩せると言って、秋は痩身になる（秋冬にかけて元の体型に戻るという）。
得意料理は兄と同じくイタリア料理。発想力や調理速度などは逸材である兄に劣るものの、十分に高い腕前を持つ。特に共に調理する時は双子ならではの絶妙な連携で優れた料理を作る。かつては料理で勝てないことで兄にコンプレックスを抱いていたが、逆に諭されて慕うようになり、同時に兄を超えたいという対抗心も抱く。
作中には基本的にタクミと共に登場し、激しやすい彼を宥める役目となっている。秋の選抜では、兄を超えるとして、共に配されたBブロック予選で渾身の「トマト風味のカレーカルツォーネ」を披露する。87点の高得点を記録するもののタクミには及ばず、予選敗退する。
北条 美代子（ほうじょう みよこ）
声 - 瀬戸麻沙美
高等部1年（第92期生）。
長身でスタイルの良い女子生徒。アホ毛が特徴。後述の経緯から男に対して負けん気の強い、気の強い性格であり、男に舐められるような同性にも厳しい。非常に重い中華鍋を片手で軽々と扱う男子顔負けの腕力を持ち、バスケで軽々とダンクシュートを決めるなど、運動神経も高い。
得意料理は中華料理で調理時はチャイナドレスを着用する。横浜中華街で50年続く中華料理の名店「北条楼」の料理長の娘で、中等部3年の時点で部門長をも黙らせるほどの腕前を持つが、その部門長も含めたスタッフが男尊女卑から女である自分を軽んじていることに反発しており、実力を示して屈服させたいと、絶対的な箔である十傑第一席の座を狙っていることを公言する。なお、久我の中華研に勧誘されているが、辛さ重視の彼の方針を気に入らず、これを断っている。
秋の選抜編から作中に登場し、Bブロックに登場する。これに先んじて元第一席の四宮に食戟を挑んだという噂があった恵を自分のような信条だと勘違いして接触し、創真の協力を得ての出来事だったと知ると「見込み違いだった」と一転して侮蔑する。予選では、パイナップルを上手く組み合わせたカレー炒飯「菠蘿～炒飯（ボゥルオカリーチャーハン）」で87点を獲得するも、恵に1点及ばず第5位で予選敗退する。その際、非力な恵が荒くれ男の漁師たちから可愛がられている様子を見て、力で黙らせるしかないと思っていた自分との違いに気づき、潔く敗北を認める。恵への態度を改め、正式に友人になることを誓い、予選を突破した恵にエールを送る。また、「北条楼」のスタッフたちとも少しずつ打ち解ける。
貞塚 ナオ（さだつか ナオ）
声 - 後藤沙緒里
高等部1年（第92期生）。
オカルトチックで不気味な雰囲気の少女。普段は非常に長い黒髪で顔の半分以上を隠しているが素顔は美少女。見た目通り性格も陰湿で、えりなへの盲目的な憧れから彼女のストーカーとなっており、かつ、神の舌で罵られたいというマゾヒスト願望もある。中等部2年生の時にはえりなの側近の地位を賭けて緋沙子と食戟を行い負けており、この経緯から彼女を敵視している。また、この時の条件で半径50メートル以内に近づけないことになっているが、双眼鏡で覗いたり、毎日30通の手紙を出し続けている。
得意料理は煮込み料理だが、干物や乾物といった臭いが強い、クセの強い食材を好み、その雰囲気と合わせ「鍋の前の魔女（ボイリング・ウィッチ）」の異名を持つ。おぞましさの中に真の旨さがあるという料理観を持ち、見た目や香りなども最悪なのに口にすると病みつきになるという不思議な美味さがある。ゲテモノ料理を好むという点から創真ともウマが合う。
秋の選抜編から作中に登場し、Bブロックに登場する。くさやをアクセントに加えた「漆黒のラクサカレー」で84点という高得点を獲得したが、再び緋沙子に敗れて第8位で予選敗退する。しかし、その際に彼女から痛烈に罵倒されたことと、その薬膳カレーを食べて浄化されたこと（作中で白貞塚と呼ばれる）で、今度は彼女を「緋沙子お姉様」と呼んでストーカー的な態度を示すようになる。
月饗祭編で再登場し、郁魅との出店場所を巡る食戟に敗れ、中央エリアに「暗黒干物商會」を出店する。その際に創真と初めて直接対話し、お互いの趣向が似ていることを知って意気投合する。
テレビアニメ第1期の後期エンディングアニメーションは、ナオのストーカー視点からえりなたちを描いたものとなっており、秋の選抜予選で緋沙子に敗北した回のエンディングのみ、貞塚（白）バージョンを見ることが出来る。
美作 昴（みまさか すばる）
声 - 安元洋貴、渡辺明乃（幼少期）
高等部1年（第92期生）。
非常に大きな巨体と分厚い唇にドレッドロックスの髪型が特徴の青年。威圧的で粗暴な外見ながら「微に入り細を穿つ」をモットーとし、愛用のバイクに万全な盗難対策をしたり服の裏に自ら刺繍を入れるなど、非常に繊細な作業をこなす。相手の最も大切な道具（包丁）を賭けさせる形で食戟を挑んでは後述の「周到なる追跡」で勝利を収め、料理人としての矜持を踏みにじることを好む。このため、叡山からは「料理人としては完全なる屑」と評される。ただし、創真に敗北して以降は態度を改め、彼の有力な協力者となっている。
得意料理は特に明かされず、対戦相手を徹底的に調べ上げ、それを完全にコピーする「周到なる追跡（パーフェクト・トレース）」という技を用いる。食戟においては、そこに自己流のアレンジを加えることで相手を一歩上回り、連勝する。このために各種の料理に造詣が深く、その手のエキスパートに匹敵する知識や技術を持つ。また相手の情報の事前収集においてストーカー紛いの行為を行うため、「KING・of・ストーカー」の異名も持つ。物語後半ではさらにそのコピー技術に磨きをかけ、瞬間的に相手の行動・思考を読み取り、自分の手元に全く同じ手順を反映させる「周到なる追跡・閃（パーフェクト・トレース・フラッシュ）」を披露する。
出自は高級レストランの跡取り息子で、幼少期から写真で見た料理を完璧に再現できる才能を発揮していた。しかし、父親から腕前を認められず、認められたい一心でコピー技術を磨き続けていた。ある時、店の大事な客人たちを招いて行われた新作品評会で父のレシピにアレンジを加えたところ父を超えてしまったため、激怒した父に遠月学園へ厄介払いされる形で入学したという経緯を持つ。この過去から料理に対して歪んだ主義・思想を持つようになり、卑劣な行為に勤しむようになった。
秋の選抜編で初登場し、それまで作中に登場した有力者たちを押しのけ、予選を突破する。本戦一回戦ではスイーツでタクミと戦い、上記の「周到なる追跡」でタクミの思考を完全に読み取り完勝、メッサルーナを奪い取り、勝利記録を99とする。そして実は叡山が用意した創真への刺客であり、タクミへの挑発もすべて創真を食戟に誘い出すためのものだと明かされ、二回戦において創真と戦うこととなる。創真は退学を、美作は今まで奪った99本の包丁を賭けての食戟となり、やはり創真の思考をトレースした「美作のビーフシチュー」を提出する。しかし、調理の場で思考し、今までの知識・技術を注ぎ込んだ創真の料理に敗れる。
料理人を辞めようとしたが創真に諭されて、新たな道を歩むことを決める。その後、月饗祭編で再登場し、創真に恩を返すとして彼の出店に強力な助っ人として登場する。薊政権では特に反発しなかったが、進級試験の連隊食戟に際して創真にメンバーとして誘われ、反逆者チームに加わる。事前準備として十傑全員のトレースを行い、2nd BOUTで第四席の斎藤と彼が得意とする「まぐろ」で対決することになる。同時に久我のサポートを行うなど、活躍するが、隠し包丁の入れすぎで斎藤には敗れる。しかし、彼からは自分の影と戦っているみたいだと賞賛される。その後も、残る十傑との模擬戦として、創真の練習試合の相手となる。
川島 麗（かわしま うらら）
声 - 日高里菜
高等部1年（第92期生）。
リボンで結んだ長い黒髪が特徴のアイドル風美少女。可愛らしい仕草や台詞の言い回しで男子生徒から高い人気を誇るが、本性は腹黒。自己顕示欲が強く、自分がちやほやされることを好む一方で、自分以外の女子生徒が目立つとこれを敵視する。薊政権下では中枢美食機関に与し、ヴィラン風の容姿と言動で食戟の司会を行う。
基本的には食戟や秋の選抜予選の司会を担当し、自らが料理する場面はない。
佐々木 由愛（ささき ゆあ）
声 - 日高里菜
高等部1年（第92期生）。
ラビット・スタイルのツインテールが特徴の気弱な処女。秋の選抜予選でAブロックの司会進行を担当する。特に高慢な態度で辛口評価を連発する千俵なつめに威圧される。
榎本 円（えのもと まどか）
声 - 大西沙織
高等部1年（第92期生）。宮里ゼミ所属。
丸眼鏡をかけたボブカットの少女。丸井と同じ宮里ゼミに所属する同期で、ゼミのホープとされる彼を敬愛している。名前は単行本7巻で判明。

#### 高等部2年（第91期生）
小西 寛一（こにし かんいち）
声 - 川田紳司
高等部2年（第91期生）。丼物研究会（通称「丼研」）主将。
リーゼント頭とちょび髭、革ジャンが特徴の男子生徒。丼物へのこだわりは本物で研究会のレシピは創真が一目置くほどだが、見かけに反して小心者であるために「丼研」での人望は薄い。後に入部した郁魅からもほとんど頼りにされておらず、郁魅が主将と言って差し支えない状態になっている。
物語序盤のえりなの研究会狩りにおいて、丼研を狙われる。小心な性格ゆえに諦めていたが、たまたま見学に来ていた創真が代理で食戟を受けることとなる。彼が対戦相手の郁魅を倒して廃部の危機を救った上に、彼女が「丼研」に入部するという幸運に恵まれる。ただし、経緯から入部してくれると思った創真がその気がないと知って、郁魅と共にショックを受ける。
当初は険悪にも見えた郁魅と関係は徐々に良好な関係となり、秋の選抜の予選では「娘の運動会に来たお父さん」のように郁魅を応援する。その後、予選での彼女の活躍により部員が増えたことを喜ぶ。
豪田林 清志（ごうだばやし きよし）
声 - 乃村健次
高等部2年（第91期生）。ちゃんこ鍋研究会（通称「ちゃん研」）主将。
力士のような風貌で、語尾に「ごわす」を付けて話す男子生徒。学園創立期から続くというちゃんこ鍋研究会の第76代主将を務め、そのプライドは高い。また、高校生相撲大会で地区優勝したこともあるという。
物語序盤のえりなの研究会狩りにおいて、彼女の調理棟を拡張するため邪魔な「ちゃん研」の部室を取り壊すという名目で彼女から食戟を挑まれる。自信を持って迎え撃つが完敗し、近年めぼしい実績もないという理由で研究会ごと廃部にされる。月饗祭時点では同好会として再出発しているが、その後の薊政権下では残党狩りで再び廃部にされる。その後も密かに活動していたが、見つかり晒し者にされる。
甲山 鉄次（かぶとやま てつじ）
声 - 野川雅史
高等部2年（第91期生）。串打ち研究会主将。
ガタイの良い大柄な体格の男子生徒。牛、鶏、魚介とあらゆる食材を変幻自在に加工・調理し、「串打ちの鉄」の異名を持つ。食戟の勝率は8割を超える実力者。秋の選抜での創真の実力を評価し、スタジエール後に創真に食戟を挑むが、料理人としてのレベルを上げた彼に敗北する。
月饗祭では目抜き通りエリアに出店し、初日の売上では第2位にランクインする。
薊政権下では中枢美食機関設立に異を唱え、自身の退学を賭けて叡山に食戟を挑む。しかし、叡山が前もって審査委員を買収しており、料理を食べてすらもらえず敗北する。これを知った創真が叡山に食戟を挑み、勝利したこと、また一色が叡山の不正を公表したことで退学は取りやめとなる。

#### 学園教師
ローラン・シャペル
声 - 水島裕
遠月学園フランス料理部門主任講師。
厳つい表情の白人の中年男性。講義中も試食中もその厳つい表情を変えず「笑わない料理人」と呼ばれる。「A評価をつける気にはなれない料理は全てEにする」と豪語するなど、学園の講師の中でも特に評価が厳しく、プロの業界で活躍中の卒業生たちからも恐れられているという。10年ほど前に遠月に赴任し、当時在籍していた四宮たちとは、彼らの卒業後も親交がある。
最初の調理実習のエピソードに登場し、課題を出す。創真・恵ペアが同級生の嫌がらせを受けて料理を台無しにされたところを、創真が機転を利かせ、さらに料理の質も上げたものを試食することとなり、その美味さに破顔し、A評価を与える。その後も、学園教師の代表的な人物としてしばしば作中に登場する。
薊政権下では、その思想を内心では批判しているが、成果を出すために表立った翻意を示すことができずにいる。
汐見 潤（しおみ じゅん）
声 - 高橋美佳子
遠月学園教師。汐見ゼミ主催。第73期卒業生。極星寮OG。元十傑（席次不明）。34歳（第45話時点）。
ポニーテールに眼鏡を掛けた一見中学生と見間違えるほど童顔の小柄な女性。香辛料の専門家で主に高等部2年の授業を担当し、また香辛料に関するゼミを主催する。普段はドジで生活力がほぼ皆無だが、史上最年少で学園の教授に抜擢されるなど香辛料に関しては天才で、新たな栽培方法の確立や長期保存法の発見など、多くの実績を残す。また、熱帯の国の孤児であった葉山の才能を見出し、身元引受人となった経緯があるが、今では普段の生活は助手の葉山の方に面倒を見て貰っているような状態となっている。
実は極星寮の黄金世代の一人で堂島と城一郎が高等部2年の時（汐見が中等部の時）、入寮した。ふみ緒の試験を一発でクリアし、堂島からも有望視され、十傑入りも果たす。一方で城一郎の新作ゲテモノ料理の実験台にされ続けたために彼のことを毛嫌いしている。
秋の選抜編で登場し、お題のカレーのために創真の訪問を受ける。ところが彼が城一郎の息子と知って猛反発し、子供っぽい態度をとる。
薊政権下ではゼミ解体の危機に陥り、それを防止するために葉山が薊側に付くという事態に陥る。汐見としては薊に付くことは断固反対であったが、葉山に押し切られてしまう。進級試験において葉山と創真の勝負を見届け、勝敗が決した直後に葉山をビンタし「研究よりも、葉山が自分の料理を楽しみ同年代の友と研鑽していく風景を見たい」と告げ諭す。
宮里 隆夫（みやざと たかお）
声 - 木島隆一
遠月学園教師。宮里ゼミ主催。
美食に関する古典文献を研究・分析する宮里ゼミの主催者。高等部1年生にしてゼミのエースを務める丸井の知識と実力を高く評価する。
西園 和音（にしぞの かずね）
声 - 東内マリ子
遠月学園教務部の職員。
眼鏡にスーツというきっちりとした姿の女性。スタジエール編において、研修先の生徒たちを観察し、その合否を判定する。

#### 中枢美食機関
薙切 薊（なきり あざみ）
声 - 速水奨
えりなの実父。旧姓は中村（薙切家婿養子）。遠月学園総帥（仙左衛門追放後）。第71期卒業生で元十傑第一席。極星寮OB。
色白の肌に白のメッシュが入ったオールバックの壮年男性。常に黒いスーツにコートを羽織り、他人を畏怖させるほどの威圧感が特徴の人物。元十傑第一席という一流の料理人だったが、後述の理由から美食至上主義を掲げ、一定水準に満たない料理は「餌」と断言し否定する。特に幼少期のえりなには虐待にも等しい教育でその思想をすり込み、彼女の人格形成に多大な影響を与える。また当時の経験から高飛車なえりなをして父・薊の前では竦んでしまい、彼女を言いなりにできるほどの精神支配力を持つ。また、婿だが薙切家の者が美味なる料理を食すと周囲の者を強制的に「おはだけ」にする「おさずけ」も持つ。
元は遠月学園の学生で堂島と城一郎の2年後輩。高等部1年生で2人に次ぐ十傑第三席となる天才で、2人がいなくなった後は2年生で第一席となる。同じく極星寮に所属し、特に城一郎を才波先輩と呼んで強い敬意を抱いていたが、それゆえに彼が疲弊して退学に至ったことに強いショックを受け、その後の「真の美食計画」の強い動機となる。また、十傑として活動する中で、次第に空虚感を抱えるようになっていたところを真凪と出会い、彼女に心の内を見抜かれ、彼女を満足させることを目標に再び料理に熱が入ったという過去を持つ。やがて交際に発展し、娘えりなに恵まれるも、真凪が神の舌に絶望し倒れてしまった事で自分の無力さを痛感する。そしてえりなにも同じ苦しみを味わわせまいと「真の美食計画」を始動し、上記の虐待といって差し支えない教育を行った。このため、それを知った仙左衛門によって薙切家から追放され、その後はアメリカを拠点に海外において富裕層を相手に力を蓄えていた。
物語には月饗祭の最終日に登場する。突如、えりなの店に現れて彼女を動揺させ、さらには十傑の過半数の支持を得て仙左衛門を追放し、自らが総帥となる。以降、上記の通り、「真の美食計画」のため中枢美食機関を立ち上げ、自らの方針に従わない者を排斥していく独裁を始める。司ら十傑や、さらにデコラのような審査役のWGOの執行官まで味方に付けていたことで最終盤まで創真ら反逆者たちの抵抗を軽んじ、連隊食戟も受ける。FINAL BOUTにおいて審査を務め、創真・えりなペアの料理に対し、純粋に育て上げたえりなに不純物（創真）が混ざったと激怒し、拒絶しようとする。しかし、実食して本能には逆らえず、完全な敗北を認め、無言で会場を去る。
第二部ではBLUE編の中盤で再登場し、上記の真凪との馴れ初めや、美食計画が苦しむ彼女を救うためのものであったことなども明かされる。また、最終盤においては、実は朝陽の実父であったことも判明する。
相田 ショーン（あいだ ショーン）
声 - 興津和幸
薊の秘書。
目鼻立ちの整った金髪の若い男性。薊の秘書的な存在。常識的な人物で、薊に振り回されることも多く、愚痴を漏らす。
楠 連太郎（くすのき れんたろう）
声 - 浅沼晋太郎
高等部2年（第91期生）。中枢美食機関の一員。
左目の目元に入れ墨を入れた青年。中枢美食機関に選ばれたことに強いプライドを持ち、尊大な態度をとる。食戟においてはあえて条件を相手に委ね、その上で徹底的に叩き潰すことを好む。こうした言動からタクミから今までの劣等感の裏返しだと指摘されている。
得意分野は低温調理。スチームコンベクションオーブンやサラマンドルといった最先端の加熱機器を多数所持する。火入れの全てをマスターすることで、素材特化の料理人には辿り着けない地平に行けると自負する。普段の態度とは裏腹に素材の加熱時は冷静になる。
残党狩りにおいて最先端研究会代表の黒木場と対決する。先述の動機から、魚介類を得意とする黒木場にあえて食材テーマ「鮭」をぶつける。凍結粉砕機で作った鮭のアイスを付け合せ、オリーブオイルで鮭の水分を閉じ込めた「サーモンのコンフィ・フラム」を披露するも、黒木場のクーリビヤックに比べ味が単一的かつ表面的であることを指摘され敗北する。
その後の十傑バトルロイヤルでは3年生の実力者に敗北する。
梁井 メア（やない めあ）
声 - M・A・O
高等部2年（第91期生）。中枢美食機関の一員。
軽い性格で髪を左側で縛った少女。楠と同様に中枢美食機関に入らない（入れない）生徒を見下す。
残党狩りにおいて丼物研究会代表の郁魅と対決し、敗北する。
熊井 繁道（くまい しげみち）
中枢美食機関の一員。
高校生離れした大柄で筋肉質な体格の青年。楠を片手で持ち上げるほどの怪力を誇り、寡黙で必要最低限の発言しかしない。
残党狩りにおいて郷土料理研究会代表の恵と対決し、敗北する。
小古 類（こふる るい）
中枢美食機関の一員。
目元が隠れ、腰まで届く長髪が特徴の女性。常に無口。
鏑木 祥子（かぶらぎ しょうこ）
高等部2年（第91期生）。中枢美食機関の一員。薊政権下の十傑第五席。
薊政権下で十傑入りした女生徒。2年生ながら現役の紀ノ国や叡山よりも上の第五席に配された実力者として描写される。連帯食戟の1st BOUTでは元第三席の女木島と対戦するが、試合描写もなく惨敗する。
白津 樹利夫（しらつ じゅりお）
声 - 近藤孝行
高等部2年（第91期生）。中枢美食機関の一員。薊政権下の十傑第八席。
長髪と割れたあごが特徴の男子生徒。代々イタリア領事館の食事番で日伊両国でその名を轟かせているという白津家出身。得意料理はイタリア料理。薊政権前は十傑には入っていなかったが、その腕前は司も高く評価する。同期の一色をライバル視し、彼の才能を高く評価する一方で、その飄々とした振る舞いには不満を持つ。中枢美食機関で競い合いたいにも関わらず、彼が薊に反逆したことにも同様に不満がある。
連帯食戟の1st BOUTにおいて、テーマは「うなぎ」として一色と対決する。自身はメスの大型うなぎ（カピトーネ）と水分が少ないトマト「サンマルツァーノ」を使った煮込み料理「カピトーネ・イン・ウーミド」を出し高評価を得る。しかし、調理中に極星寮を侮辱したことで一色の逆鱗に触れてしまい、本気を出した彼の料理に惨敗する。しかし、一色の本気の料理を味わえたことに満足げな態度を示す。
読み切り版のジュリオ・ロッシ・早乙女と、容姿や料理スタイルが似ている。

#### 中等部
早津田 みつる（そうつだ みつる）
声 - 山下大輝
遠月学園中等部3年生→高等部1年生（第93期生）。新聞部所属。
まだあどけなさが残る少年。校内新聞「遠スポ」の記者としてカメラを片手に学内で取材する。秋の選抜で、基本的には生徒たちからヒール扱いである創真のファンとなって彼のために取材や記事を書く。
秋の選抜編の本戦一回戦後から作中に登場し、上記経緯から創真にまとわりつく。当初は次戦で戦う美作のスパイではないかと創真から疑われたが、その後は創真の試作の味見訳となる。しかし、その取材データを美作に盗まれるという失態を犯す。
月饗祭にも登場し、創真の依頼で久我の特集記事を見せたり、彼の久我に対する宣戦布告の記事を掲載している。

#### 学園OB
幸平 城一郎（ゆきひら じょういちろう）
創真の実父で「食事処ゆきひら」店主。遠月学園第69期生（中退）。元十傑第二席。極星寮OB。
→#幸平家
堂島 銀（どうじま ぎん）
声 - 子安武人
遠月リゾート総料理長兼取締役会役員。遠月学園第69期卒業生。元十傑第一席。極星寮OB。
身長188cmで筋肉質な体格をした坊主頭の男性。外見に反した気さくな人物で後輩たちに対しても人情味のある優しい態度で接するものの、料理に関して創真や四宮もたじろぐほどの気迫を放つこともある。肉体のメンテナンスを日課とするが、これもより良い料理のためだという。後述のように学園在籍時は城一郎の親友かつライバルであり、創真に彼の雰囲気を見てとり気に入る。食戟での実食の際のイメージ描写では女装など奇抜な格好で描写されることが多い。
学生時代は十傑第一席となり、城一郎と共に極星寮黄金時代を築く。また、卒業試験は歴代最高得点という成績で、現役学生からも名の知られる伝説的な人物。卒業後も全国800件あまりの高級料理店からのオファーを受けるものの、城一郎がスランプに陥り自主退学したことに責任を感じて、これらを断るほど落ち込み、その中で仙左衛門の誘いを受け次世代の料理人を導く役目を担うために、遠月グループに入ったという過去を持つ。
夏の合宿編において学園OBの特別講師及び合宿試験の長という形で作中に初登場する。合宿日程を滞りなく進める傍らで、後輩の四宮の「停滞」も見て取り、彼に圧力をかけて創真・恵ペアとの食戟を実現させる。結果として恵の素質を見出して退学の危機から救うに留まらず、四宮をも導く。ここで創真を気に入り、さらに、合宿終了後の彼の雰囲気から城一郎の息子だと気付いた。
秋の選抜において再登場し、準決勝の審査委員長を務める。黒木場・葉山戦においては判定を決めかねた審査員の木久知の意志を尊重し、史上初の3人による決勝を提案し、引き続き決勝の審査員を務めることになる。
月饗祭及び薊のクーデター時は海外におり関知していなかったが、偶然に城一郎と再会する。その後の薊政権下では中立の立場を宣言し、進級試験において創真と葉山の食戟の立会人を務める。しかし、その裏では仙左衛門や城一郎と共に薊を倒す計画を秘密裏に練っており、連帯食戟を仕掛ける。そして食戟当日まで城一郎らと共に創真たち反逆者らを特訓する。
四宮 小次郎（しのみや こじろう）
声 - 中村悠一、小林由美子（幼少期）
パリのフランス料理店「SHINO'S」オーナーシェフ。遠月学園第79期卒業生。元十傑第一席。スピンオフ漫画『食戟のソーマ L'etoile-エトワール-』における主人公。
眼鏡をかけた痩身の男性。フランス料理の専門家であり、在学時は十傑第一席だったのみならず、卒業後は単身でフランスに渡って店を開き、その年に最もフランス料理の発展に貢献した料理人に与えられる「プルスポール勲章」を日本人で初めて受章した実績を持ち、後輩たちから名の知られた人物。特に肉料理に偏りがちなところをレギュムに新しい光を当てたと評価され、「野菜料理（レギュム）の魔術師」と称えられる。一方で、個人としては毒舌家で、幼少期から非常にプライドが高く、頑固で融通の利かない性格。特に後述のパリでの過去から、より険悪なものになっていたが、夏の合宿編の騒動を経ていくらか性格が丸くなり、元来の面倒見の良さなども現れるようになる。普段は標準語で話すが、母親との会話時には九州弁に戻る。
九州の田舎出身で裕福ではなかったが、幼少期に家族と行ったフレンチ料理のレストランで母親の笑顔を見てフレンチの料理人を志すようになる。遠月在学中は様々な料理コンテストに出場して優秀な成績を修めて十傑第一席となり、当と言った時は同期の水原を始め、後輩の乾、梧桐田の3人と仲が良かった。卒業後は単身でフランスに渡り、6年間の修業を経て自らの店「SHINO'S」をオープンさせる。ところが、嫉妬や若い異邦人であることでスタッフに軽んじられ、レシピを無視されるなどして店が傾く。高圧的に接することでスタッフを統制し、立て直し、念願のプルスポール勲章を受章したものの、この経験から他人の意見には耳を貸さず自分しか信用しないようになり、またオーナーシェフとしての器が完成しないうちに才能だけで頂に辿り着いたことで次の目標を見失って「停滞」し、スランプに陥っていた。
夏の合宿編において学園OBの特別講師の一人として作中に登場する。紹介早々に頭髪料の匂いで生徒一人を退学させるなど恐れられる。自身の講義でもあえて落とす者を作ろうとし、人数分の新鮮な食材を用意せず、やむを得ずレシピを変えて善処した恵を容赦なく落第させる。これに創真が抗議し食戟を挑み、さらに「停滞」を見抜いていた堂島の介入もあって創真・恵ペアと退学を賭けた勝負をすることになる。結果は四宮の圧勝であったものの、堂島に促されて恵の料理を試食し、その工夫に故郷の風景を思い出して涙を流し、初心を取り戻して退学を取り消す。合宿終了後は三ツ星獲得を新たな目標に定め、フランスに戻る。
スタジエール編で再登場し、生まれ故郷である日本で自分の料理のあり方を再確認として、東京に第二店舗の「SHINO'S TOKYO」を開く。オープニング準備の忙しい中で創真が学園より派遣され、相変わらず厳しい態度を崩さないものの直接的・間接的に教え、彼を成長させる。また、新作コンペでは創真の作ったフレンチ風親子丼をクオリティが低いと評しながらも、自らの手で改良した「うずらの詰め物 リゾットと卵 生意気小僧風」を新作メニューとして採用する。スタジエール終了後は創真から感謝されると共に「師匠」と呼ばれるようになる。
連隊食戟においてはその数週間前に堂島の誘いで北海道入りし創真や恵を特訓する。
エピローグではパリの本店で日本人初のWGOの三ツ星を受賞したことが明かされる。
水原 冬美（みずはら ふゆみ）
声 - 川澄綾子
イタリア料理店「リストランテ エフ」シェフ。遠月学園第79期卒業生。元十傑第二席。夏の合宿の特別講師。
ショートヘアの小柄な女性。基本的に無表情で、淡々と皮肉めいた台詞を放つ。四宮とは在学時代からの腐れ縁であり、彼に勝てないことを悔しがりつつ、その腕前を認めている。
夏の合宿編において学園OBの特別講師の一人として作中に登場する。四宮と創真・恵ペアの食戟では、関守・梧桐田と共にその審査員を務める。四宮に票を入れるものの、調理場における創真の恵に対するサポート能力を高く評価し、合宿終了後は創真をリクルートしようとするが断られる（同様にイタリア料理を得意とするアルディーニ兄弟にも声を掛けるが断られる）。
秋の選抜編において再登場し、準決勝の審査員を務める。後輩の角崎からは敬意を抱かれている。
関守 平（せきもり ひとし）
声 - 間島淳司
鮨店「銀座ひのわ」板長。夏の合宿の特別講師。
細目の壮年男性。夏の合宿編において学園OBの特別講師の一人として作中に登場し、四宮と創真・恵ペアの食戟では、水原・梧桐田と共にその審査員を務める。票では四宮に入れるものの、堂島が恵の工夫を見破って明かすと、梧桐田と共に感激する。合宿終了後は、梧桐田と乾から目を付けられていた恵をリクルートしようとする。
本編では詳しい来歴は明かされないがスピンオフ小説の『エトワール』によれば、四宮・水原の79期生より上級生で、四宮がパリ行きを決めた時は既に自分の店を持っていた。
ドナート 梧桐田（ドナート ごとうだ）
声 - 近藤孝行
オーベルジュ「テゾーロ」シェフ。遠月学園第80期卒業生。夏の合宿の特別講師。
顎が2つに割れている大柄な体格の男性。夏の合宿編において学園OBの特別講師の一人として作中に登場し、当初より、乾と共に恵に注目する。四宮と創真・恵ペアの食戟では、水原・関守と共にその審査員を務める。票では四宮に入れるものの、堂島が恵の工夫を見破って明かすと、初めから自分の見立て（恵の良さ）は正しかったと感激する。合宿終了後は、乾と共に恵をリクルートしようとする。
乾 日向子（いぬい ひなこ）
声 - 能登麻美子
日本料理店「霧のや」女将。遠月学園第80期卒業生。元十傑第二席。夏の合宿の特別講師。
マイペースかつおっとりした雰囲気の和装の美人。軽口を叩いて先輩の四宮に小突かれ、頬を膨らませて怒るなど子供っぽいところがある。しかし、在学時は「霧の女帝」の異名で恐れられ、料理に対しては時折冷徹な一面を見せる。
夏の合宿編において学園OBの特別講師の一人として作中に登場する。ここにある物を使って自分を満足させる料理を作れというお題を出し、自分が食べていた柿ピーで揚げ物を作った創真の機転を高く評価する。また、初対面時より恵を良い子として気に入る。ただし、タクミに頼まれた創真との勝負の判定は面倒くさくなり預かりとして逃げてしまう。その後、四宮と創真・恵ペアの食戟では、不公正なジャッジをする可能性として審査員になれず、椅子に縛られ、さらに五月蠅いため最後はガムテープで口を塞がれる。本来審査員でなかった堂島が恵の工夫を見破って彼女に票を入れると、「私も」と言って乾も恵に票を入れる。合宿終了後は、梧桐田と共に恵をリクルートしようとする。
秋の選抜編において再登場し、準決勝の審査員を務める。
BLUEから数年後を描いたエピローグでは、恵と寧々が時折店の手伝いに来るようになっている。
角崎 タキ（つのざき タキ）
声 - 小松未可子
スペイン料理店「タキ・アマリージョ」シェフ。遠月学園第88期卒業生。元十傑第二席。秋の選抜審査員。
小柄で釣り目の女性。短気で怒りっぽく、料理のマナーが悪い者に対しては「調教」と称した体罰も辞さない。自分とタイプが近い水原には「冬美先輩」と敬意を払って接するが、子供っぽい乾に対してはタメ口で接する。
秋の選抜編において準決勝の審査員を務め、創真と美作の対決を判断する。上記の思想から美作を良く思っておらず、調理中は悪態をつくものの、その料理には素直に感服する。最終的にはその上を行った創真に軍配を上げる。続く黒木場と葉山の対決では迷った結果、黒木場に軍配を上げる。
木久知 園果（きくち そのか）
声 - 西明日香
洋食専門店「春果停」シェフ。遠月学園第89期卒業生。元十傑第二席。秋の選抜審査員。
おっとりとした雰囲気の美女。先輩の角崎から「乳房お化け」と呼ばれるほど巨乳が特徴。基本的に大人しいが時折豊富な料理の蘊蓄を語る癖がある。
秋の選抜編において準決勝の審査員を務める。黒木場と葉山の対決では両者の出来が拮抗していたとして判定を降せず、史上初の3人での決勝戦となる。
海老沢 理子（えびさわ りこ）
遠月学園第70期卒業生。極星寮OB。元十傑第四席。
極星寮黄金世代の一人である女性。城一郎の回想に登場し、彼や堂島、薊とよく料理勝負をしていた。
薙切 薊（なきり あざみ）
えりなの実父。遠月学園第71期卒業生。元十傑第一席。極星寮OB。
→#中枢美食機関

### 薙切家
薙切 仙左衛門（なきり せんざえもん）
遠月学園総帥。薙切家現当主でえりなとアリスの祖父。
→#遠月茶寮料理學園
薙切 薊（なきり あざみ）
えりなの実父。遠月学園第71期卒業生。元十傑第一席。極星寮OB。
→#中枢美食機関
薙切 真凪（なきり まな）
えりなの実母（仙左衛門の実娘、宗衛の妹）。WGOの特等執行官（ブックマスター）。
→#WGO

#### 薙切インターナショナル
薙切 レオノーラ（なきり レオノーラ）
声 - 大原さやか
薙切アリスの母。「薙切インターナショナル」の統括者。秋の選抜決勝戦の審査員。
白い肌が特徴のデンマーク人美女。日本語があまり分からず片言で話すが、美味しい料理を食べた時は、日本人顔負けの発音と早口で流暢な日本語で感想を述べる「おはだけ」を披露する。聡明であるがさばけた性格で、娘同様に子供っぽい一面もあるが、審査の際には総帥や堂島に匹敵するオーラを放つ。
薙切 宗衛（なきり そうえ）
声 - 置鮎龍太郎
薙切アリスの父。仙左衛門の実の息子で真凪の兄。43歳。「薙切インターナショナル」の創設者。進級試験編の審査員。
眼鏡をかけたオールバックで細身の男性。ただし着痩せしており、実際は筋肉質な肉体。父と同様に優れた料理を実食すると「おはだけ」を発動する。「薙切インターナショナル」の創設者だが、現在は運営を妻のレオノーラに任せ、自身は外部との契約・折衝を担当している。料理に対しては真摯で私情を持ち込まない堅物だが、写真を常に携帯するなど妻子については溺愛している。ベルタとシーラからは「ナッサン」と呼ばれている。仙左衛門の「玉の世代計画」の協力者で、実は黒木場やアルディーニ兄弟が学園に入学することになった立役者。
進級試験で登場し、創真と葉山の食戟の審査員を務める。その際には「おはだけ」の更に上位で、薙切家以外の者にも一時的におはだけを波及させ伝え授ける「おさずけ」という現象を引き起こす。判定では両者の品の出来自体は互角とし、料理に対する情熱の差で創真に軍配をあげる。
ベルタ ＆ シーラ
声 - 田中あいみ（ベルタ）、千本木彩花（シーラ）
「薙切インターナショナル」の研究スタッフ。共に15歳。
2人組の小柄な美少女。優れた大脳生理学の知識と味覚センスを買われレオノーラ直々にスカウトされた逸材。かつて薙切インターナショナルにいたアリスとは仲が良い。宗衛と共に創真と葉山の勝負の審査員を務める。

#### 遠月リゾート
堂島 銀（どうじま ぎん）
遠月リゾート総料理長兼取締役会役員。
→#学園OB
佐久間 時彦（さくま ときひこ）
声 - 大川透
遠月リゾート給仕長（メートルドテル）。
眼鏡をかけたオールバックの中年男性。遠月リゾートのサービス部門の長であり、夏の合宿編においてはビュッフェ課題の審査員を務める。
瀬名 博巳（せな ひろみ）
声 - 松風雅也
遠月リゾート副料理長。
堂島の右腕と呼ばれている若い男性。夏の合宿編においてはビュッフェ課題の審査員を務める。この時に窮地を挽回した創真の腕前を高く評価し、リクルートしようとするが断られる。

### 幸平家
幸平 城一郎（ゆきひら じょういちろう）
声 - 小山力也（アニメ・VOMIC）
創真の実父で「食事処ゆきひら」店主。旧姓は才波（入り婿）。遠月学園第69期生（中退）で元十傑第二席。極星寮OB。38歳（第1話時点）。
オールバック状の長髪に短い顎髭を生やした野性味のある精悍な壮年男性。頼り甲斐がある一方で、創真の実父らしいマイペースな性格で、思いつきのように唐突な行動を始めるなど周りを振り回す。町食堂の店主らしからぬ天才的かつ独創的な料理人で、創真が幼い頃から彼に料理を教え込み、彼の能力や人格形成に大きな影響を与える。創真の悪癖であるゲテモノ料理の探求も元々城一郎自身が行っているものだった。食戟も創真が幼い頃から行い続けていたが決して手を抜かず連戦連勝を重ね、彼の負けず嫌いや諦めない精神を育てることに繋がる。
実は遠月学園OBで元十傑第二席。極星寮OBでもあり、同期の堂島と共に寮の黄金期を築く。その類稀な料理センスで学園の内外から天才と称えられるものの、その評価が実際の料理に先行していくギャップに不満を持つようになり、相手の期待を裏切るようなゲテモノ料理に傾倒していく。高等部3年時も学外のコンクールで優勝し続け、「BLUE」でも金賞候補に挙げられていたが、その直前に周囲の期待と自分の理想との間で苦悩し続けた結果、ついにゲテモノを作る余裕すらなくなるほど疲弊して大会を棄権する。結局、気力が回復することはなく、仙左衛門から「料理から離れ自分を見つめ直すこと」を勧められて学園を中退し、以降、世界を放浪する。旅の途中で料理を振る舞い「流浪の料理人」と評されるようになるが、それでも完全に癒えていないところ、偶然にも立ち寄った「食事処ゆきひら」で珠子と出会い、彼女に惹かれて料理への情熱を取り戻す。のち結婚して婿入りし、店を継ぐと共に息子・創真にも恵まれる。時折、海外に赴いてはかつての放浪の時と変わらず料理の腕前を振るっていたが、かつての自分と同じ道を踏ませないために学園OBであることや海外に出張する理由などは創真に秘匿していた。
第1話において突然、店を数年休業することを宣言すると創真に遠月学園の編入試験を受けるように言って旅立ち、音信不通になる。その後は、しばしばえりなの憧れの人や堂島の旧友とされる才波であることが示唆され、第40話で突然極星寮に現われると上記の元十傑や極星寮OBなどの過去が創真にも明かされる。以降、物語の重要局面でしばしば唐突に現われ、第1部終盤では、薊に対して、負けたら店を辞めてその下につくという条件で、反逆者による連帯食戟を受けさせる。以降、他の有力者らと共に創真ら反逆者チームに料理を指導し、彼らの勝利に貢献する。また、創真が自分はなれなかった十傑第一席になったことを父として喜ぶ。
第2部では序盤において朝陽に食戟でストレート負けを喫し包丁を奪われる。BLUE編において登場すると自身と朝陽の関係を創真らに明かす。BLUE準決勝において、創真が「クロスナイブズ」で実質的に城一郎の能力を得た朝陽に、亡き妻・珠子の料理で勝利したことに喜ぶ。
幸平 珠子（ゆきひら たまこ）
声 - 甲斐田裕子
城一郎の妻で創真の母。故人。
元スケバンという経歴を持つ勝ち気な女性。高校卒業後は父・計量の食堂「ゆきひら」を手伝う。自ら料理を行うこともあるが腕は悪く、基本的に食べた客を悶絶させるも、その朗らかな人当たりと、たまに料理に当たりがあるなど、常連たちからは愛されていた。
料理への情熱を失って放浪していた城一郎が、偶然店を訪れた際に、自らの料理を振る舞い、その不味さで彼を悶絶させる。しかし、それでも客たちから愛されていることや、「自分がやりたいようにやる」「客の楽しそうな顔が見られればいい」という彼女のポリシーが、城一郎の料理に対する情熱を蘇らせ、やがて彼と恋仲になり、結婚し創真を授かる。その後、城一郎が店を継ぐなど幸福な生活を送っていたが、創真が小学生の頃に先天的な心疾患が見つかり、それから1ヶ月で他界する。
その存在は作中であまり言及されず、終盤の第311話にて回想という形で初登場する。彼女がよく作っていた失敗作のチャーハンが、BLUE準決勝で創真が朝陽を倒し、真凪に認めさせる遠因となる。
幸平 計量（ゆきひら かずさと）
創真の祖父（珠子の父）。「食事処ゆきひら」の前店主。
年相応の老爺。多くの常連が集まる「食事処ゆきひら」長年営むが、現在は城一郎に店を譲って引退している。

### 外部審査員
秋の選抜試験より登場する遠月学園外の料理の有識者である食戟審査員。大泉など、選抜試験以降も外部審査員やオーディエンスとして準レギュラーとして登場する者もいる。
千俵 なつめ（せんだわら なつめ）
声 - 日笠陽子
「秋の選抜」Aブロック審査委員長。「ハウビー食品」CEO。
高飛車で高慢なツリ目の色気のある美女。右目の下の泣き黒子が特徴。年間2千億円と言われる日本のカレービジネス市場の頂点に君臨する通称「カレーの女王様」。双子の妹であるおりえと共にハウビー食品の創業者の孫として生まれ、同社の商品「カレーのプリンセス」のパッケージに出演したことでカレー業界へ足を踏み入れ、同社のトップまで登り詰めた。あらゆるカレーを知り尽くしており、国民食として完全に成熟した日本のカレー産業の現状に退屈を感じている。
叡山によってカレー料理がお題となった秋の選抜審査員に招かれる。並の料理には容赦なく0点評価を下すなど、他の審査員以上に厳しい評価を下すが、創真ら実力者の料理には圧倒され、高得点をつける。特に葉山には満点の20点をつけ絶賛し、入社を誘う。
港坂 巻人（みなとざか まきと）
声 - 家中宏
「秋の選抜」Aブロック審査員。テレビプロデューサー。
髭に整った顔立ちの中年男性。人気料理番組「チューボーですか?」のエグゼクティブプロデューサーで食に精通する。基本的に審査員として評価は妥当であるものの、終盤で自分やなつめとは正反対に、葉山より創真の料理を高く評価した香田ら3人に食ってかかり、香田の首を絞めるなど乱闘騒ぎを起こす。
香田 茂之進（こうだ しげのしん）
声 - 梅津秀行
「秋の選抜」Aブロック審査員。美食家。
立派なカイゼル髭を生やした細目の男性。落ち着いた人物で淡々と的確に料理を評していく。終盤では、スパイスではなく料理としての満足感として葉山より創真の方を高く評価し、それを港坂に食ってかかられると「もう審査員をやめたらどうかね」と批判する。
千俵 おりえ（せんだわら おりえ）
声 - 日笠陽子
「秋の選抜」Bブロック審査委員長。「ハウビー食品」COO。なつめの双子の妹。
おっとりとしたタレ目の色気のある美女。左目の下の泣き黒子が特徴。姉なつめと共にハウビー食品のトップを務める。遠月のスポンサーであると同時に、気に入った人材の引き抜きも考えている。
姉ほどではないが同様に食に厳しいが、一方で審査員の職務として他の審査員が二の足を踏む貞塚の料理を嫌々ながらも率先して食し、評価する。
喜多 修冶（きた おさじ）
声 - 武虎
「秋の選抜」Bブロック審査員。美食家。
関西弁で朗らかな雰囲気の恰幅の良い中年男性。一見すると豪放な性格だが、食には厳しく、超一流の文化人や財界関係者しか入会できないという「喜多ガストロノミー倶楽部」を主催する。秋の選抜編以外でも月饗祭編で共にえりなの店にいるなど、安東との登場が多い。
安東 伸吾（あんどう しんご）
声 - 竹本英史
「秋の選抜」Bブロック審査員。作家・エッセイスト。
痩せた細身で、ボソボソと喋る眼鏡の壮年男性。食文化をテーマに文筆業で名をなし、彼の紡ぐ文節一つで店の衰勢が決まると評されるカリスマ。秋の選抜の審査では、独創的なアリスを料理の美味しさを表す言葉が見つからないと悔しがる。
月饗祭編では最終日に喜多と共にえりなの店におり、乱入してきた男が薊であるといち早く気づく。
大泉 柿之進（おおいずみ かきのしん）
声 - 小形満
「秋の選抜」本戦第1回戦での審査員。和食興産会会長。
小柄で白ヒゲを生やした老人。年相応の穏やかな人物で、美作や薊のやり方には激怒しても、料理は公正に評価する。秋の選抜では本戦1回戦の計4試合を審査し、決勝も審査員ではないが会場で観戦する。薊政権樹立後は、一色ルールによって中立の外部審査員として遠月に招聘され、残党狩りでの食戟の審査員を務める。
秋の選抜編から登場するが、名前と肩書きは残党狩り編の第153話（第18巻）で初めて登場した。
早乙女 星周（さおとめ せいしゅう）
声 - 加藤将之
「秋の選抜」本戦第1回戦での審査員。日本美食協会理事。
痩せ身で眼鏡をかけた男性。作中では大泉と一緒に登場し、「秋の選抜」本戦第1回戦の計4試合と残党狩りD会場の審査員を務める。
名前と肩書きも大泉と同じく第153話（第18巻）で初めて登場した。

### WGO
薙切 真凪（なきり まな）
声 - 坂本真綾
WGOの全執行官を統括する特等執行官（ブックマスター）。えりなの実母（仙左衛門の実娘、宗衛の妹）。第2部の登場人物。
着物姿に引眉の、和風の険のある美女で、尊大かつ古風な口調で話す。えりなと同じく「神の舌」の持ち主で、料理の味表現も同様に独特。歴代の「神の舌」の持ち主たちと同様に、その鋭敏すぎる味覚によって現状の料理に満足できなくなって絶望し、まともに食事を摂ることができないため、点滴で栄養補給し、生きながらえている。また、そのために極端な虚弱体質。この経緯により薙切家を出てしまっており、第2部のBLUEにおいて始めて物語に登場する。
かつてはえりなと同様に薙切家の「神の舌」を持つ者として幼い頃から味見役を勤め、薙切家のしきたりとして、学園外部で世界中の味や料理について学んでいた。
ある時、薊と出会い、彼の皿から心の内を見抜いてそれをも美味に昇華しろと諭したことで彼との交際が始まって結婚し、やがてえりなが生まれた。その後は、薊の料理にも満足できなくなって上記の通り、料理に絶望し、えりなが幼少の頃に薙切家を出奔した。そしてWGOの執行官として自分を満足させる料理を求めるようになっていた。
第2部の時間軸時点で、表の料理人には見切りをつけ、WGOが主催する若手料理人の世界大会であるBLUEに裏の料理人である「真夜中の料理人」を出場させる決断を下す。一部の審査員にも「真夜中の料理人」を抜擢したり、最も期待している朝陽の予選免除を行うなど、優遇する。さらには実娘えりなが優勝することを阻むため、本戦トーナメントでは彼女に対する逆シードを組む。決勝におけるえりなと創真の対決を通して、再び料理に希望を持つようになり、エピローグでは娘の料理を楽しみにするようになる。
アン
声 - 堀江由衣
WGO一等執行官。初登場は211話。
長髪の可愛らしい美人。基本穏やかで冷静だが、WGOの権威を絶対視するあまり、尊大な物言いになることがある。また、わずかな酒に酔って豹変する、先輩であるデコラとクラージュにからかわれるなど、かつては野暮ったい外見だったなど、普段の態度から崩れたコミカルな描写も多い。料理審査に対する公正さは間違いがなく、忖度はしない。上記の通り、酒に酔いやすいが、むしろその状態では味覚と神経がより鋭敏になり、深く味を見極め厳正な審査を行えるとされている。
中枢美食機関と反逆者の最終対決である連帯食戟において審査員としてイストワールとシャルムを率いて招聘される。公正な審査を心掛け、4thBOUT第3試合より薊の招聘を受けたデコラらが現れると、これに抗議して審査員の1人として残る。
第二部ではBLUE編より登場し、真凪の付き人のような形になっている。このため審査は行わないが、本来であれば「真夜中の料理人」だけにしたい真凪の意向に反して、先の連帯食戟で知った創真ら遠月の生徒たちをBLUEに推薦していたことが明かされる。
イストワール
声 - 竹内良太
WGO二等執行官。初登場は211話。
背の高い丸メガネの黒人男性。  上司のアンと同様に審査は公正中立。
中枢美食機関と反逆者の最終対決である連帯食戟において審査員として作中に登場する。料理中の様子を見て解説することが多い。
第二部ではBLUE本戦のタクミとドン・カーマの対決の審査員を務め、戦後に創真、タクミ、恵に声を掛け、期待していることを伝える。
シャルム
声 - 野島健児
WGO二等執行官。初登場は211話。
優男の白人男性。上司のアンと同様に審査は公正中立。
中枢美食機関と反逆者の最終対決である連帯食戟において審査員として作中に登場する。
第二部ではBLUE本戦準決勝でデコラ、クラージュと共に審査員を務める。
デコラ
声 - 小林ゆう
WGO一等執行官。初登場は251話。
褐色肌にスタイルの良い美女。WGO内における薊の思想の信奉者とされ、薊に招聘されて審査員として連帯食戟途中よりクラージュと共に登場する。クラージュと共にアンを一等執行官に育てたという彼女の先輩にあたり、弱点を熟知しているため、彼女を戸惑わせる言動が多い。
中枢美食機関と反逆者の最終対決である連帯食戟において、4thBOUT第3試合より審査員を務める。上記の通り、薊に肩入れするような言動を見せてアンに公正さを警戒されていたが、同試合及びFinalBOUTは満場一致で勝者を決めたため、不公正だったかは不明。
第二部では創真と朝陽のBLUE準決勝においてクラージュ、シャルムと共に審査員を務める。公正に審査すると言いつつも朝陽に色目を使い、心配される。
クラージュ
声 - 柚木涼香
WGO一等執行官。初登場は251話。
おっとりとした雰囲気のタレ目の美女。WGO内における薊の思想の信奉者とされ、薊に招聘されて審査員として連帯食戟途中よりデコラと共に登場する。基本はデコラと共に行動する。
中枢美食機関と反逆者の最終対決である連帯食戟において、4thBOUT第3試合より登場する。本来はデコラと共に同試合から審査員を務める手はずであったが、横槍を入れられたアンの抗議により、審査員からは外される（ただし、実食は行う）。
第二部ではBLUE本戦準決勝でデコラ、シャルムと共に審査員を務める。
ランタービ
声 - 井口裕香
WGO二等執行官。BLUE予選第二の門の審査員。第2部の登場人物。初登場は286話。
我儘な性格の華奢な少女。勝ち気な言動で基準に満たない料理には容赦ないが、審査員としての能力は高い。
第二部BLUE編の予選第二の門の審査員として作中に登場し、一般的な日本のコンビニの食材を使って、自分を満足させ、かつ100ドル以上の代金を支払う価値がある一品を作るお題を出す。お題の意図を読み間違えた創真を手厳しく批判しつつも、お題の意図を解説する。その後の再提出においては、その意図を強引に踏み倒してきた創真をおせち料理を認め、合格させる。その後も本戦における審査員の1人としてしばしば登場する。
トランシャン
声 - 飛田展男
WGO一等執行官。原作では名前不明。第2部の登場人物。290話から登場。
長い後ろ髪を束ねた白髪の老紳士。前年のBLUEの決勝審査員を務めた人物で、本戦より審査を行う。本戦以降の全体的な仕切りを行うことが多く、博識で、料理中の解説を行うことも多い。
マテュリテ
声 - 仲村かおり
WGO一等執行官。原作では名前不明。第2部の登場人物。290話から登場。
尼僧を思わせるような格好の老婆。前年のBLUEの決勝審査員を務めた人物で、本戦より審査を行う。
エソール
声 - Lynn
WGO一等執行官。原作では名前不明。第2部の登場人物。290話から登場。
スーツを来た若い女性。前年のBLUEの決勝審査員を務めた人物で、本戦より審査を行う。

### 才波朝陽と仲間
アニメ版のエピローグでは、朝陽の部下たちも薙切家に仕えた。
才波 朝陽（さいば あさひ）
声 - 福山潤
真夜中の料理人。城一郎の弟子。第2部における敵役。
スマートで整った顔立ちの青年。気さくでコミュニケーション能力が高く、他者に好感を抱かせる。しかし、その正体は天才的な技量と才能を持つ「真夜中の料理人」の一人で、表と裏問わず世界一の料理人となる野望を抱く野心家。後述の通り、料理の才を見出した城一郎によって子供の時から料理の手解きを受け、彼から弟子やもう一人の息子とも呼ばれる存在であり、このため「才波（サイバ）」の姓を名乗っている。「真夜中の料理人」として活動する際は覆面をして素性を隠しているため、基本的に城一郎以外はその正体を知らなかった。城一郎の実子である創真に強い嫉妬心を抱くと共に、自身の野望のために「神の舌」を持つえりなを手中に収めることを狙い、第2部における敵として作中に登場する。
料理人としては城一郎や創真と同じく専門を持たず、広く調理法や食材の知識を持ち、天才的なセンスを発揮する。その上で、異なる種類の調理器具を組み合わせて料理を作れるセンスと、調理器具の元の使い手の調理技術をトレースできる「クロスナイブズ」という異能を持つ。食戟で負かした相手の大事な調理器具を奪いとることで、今まで自分が倒してきた様々な料理人たちの技を使い、さらにそれらを組み合わせることで誰も食べたことがないような斬新な料理を作れる。
生まれはアメリカ北部の貧民街出身の孤児。母が行きずりの日本人との間に儲けた子で、酒癖の悪い母から虐待を受ける母子家庭で育った。その母の死に伴い7歳の頃には施設に入る。そこで偶然、城一郎に料理の才を見出され、以降、彼がアメリカを訪れるたびに料理を教わり、才能を開花させていった。城一郎を「父」とし、強い敬意を抱くが、15歳の時に妻・珠子の死を受けて城一郎が創真の面倒をみるために日本に帰ってしまい、嫉妬心から城一郎を倒して世界一の料理人となる野心を持つようになる。
第2部開始の少し前、他の「真夜中の料理人」らに自分の技量を見せつけて、さらに食戟というシステムを教えることで、同部冒頭における「真夜中の料理人」らの日本での事件を引き起こすきっかけを作る。同時に城一郎に食戟を挑んで5-0でストレート勝ちし、彼の包丁を奪う。その後、えりなを手に入れる目的のため、「鈴木」の偽名で遠月学園に講師として潜入し、自身の料理の腕前を披露すると共に彼女にしつこく求婚する。また創真を煽って彼と何度も食戟を行うが、これも撃退していく。その後、正体を明かすとBLUEで優勝することによってえりなを手に入れることを宣言する。
BLUEでは過去の実績により真凪から期待され、城郭本丸での本戦トーナメントより参戦し、司や恵といった強敵を破っていく。そして準決勝で創真と対決することになり、「クロスナイブズ」の能力で城一郎の技術を中心に、様々な国の料理の技を発揮するも、皿に載せるべき自分が居なかった事が仇となり敗北する。また、その際に自分が本当に欲しかったものは家族だと気付かされる。
戦後に薊の息子だと判明したことで異母妹となるえりなとも結婚できないことがわかり、強いショックを受ける。しかし、当主であるえりなから兄として薙切家に迎えることを提案され、念願の家族を手に入れる。以降は姓を薙切に変え遠月の中等部と高等部にて複数の調理演習を指導する人気講師として活動するようになる。
夕之介
朝陽の部下。
着物を羽織り、眼鏡をかけた男性。料理人かは不明。朝陽の命令で「神の舌」と薙切家について調べ上げる。また第2部中盤ではえりなを拉致する。
サージェ
声 - 櫻井浩美
朝陽の部下。真夜中の料理人。
軍服を纏い、冷然としたサディスティックな若い美女。名前は「軍曹（サージェント）」の略で本名ではない。かつて料理対決で朝陽に破れ、そのまま誘われて彼の部下になったという過去を持つ。料理人としては調理専用に改良された武器や兵器を調理器具として使う「兵装料理（ディッシュ・アームド）」の使い手で、その場の突発的な条件でも「必殺料理」が作れるなど実力は高い。
BLUEにおいて、予選を一部免除され、「第三の門」より登場する。しかし、その場の余興で主催者の真凪により第三の門番に指名され、裏の料理人としての力量を表の料理人に見せつける。その後、城郭本丸の本戦トーナメントにおいて、初戦で創真とクリスマスケーキのお題で対決することになる。事前の話から創真を舐めてかかり、敗北を喫する。その後、自身の調理道具を朝陽に託す。
ドン・カーマ
声 - 津田健次郎
朝陽の部下。真夜中の料理人。
眼鏡とカイゼル髭に、筋肉質で大柄な体格の中年男性。その外見に反してオネエ言葉で話すなど明るくコミカルな性格。料理人としては多数のオネエ系のサポートメンバーとの連携調理を得意とし、特殊なシェーカー状の調理器具を用いる。明るい雰囲気の一方で、真夜中の料理人として勝利の為なら手段を選ばない非情さを持つ。
BLUEにおいて予選を一部免除され、「第三の門」より登場する。城郭本丸の本戦トーナメントにおいて初戦でタクミと対決することになり、真凪の余興により団体戦である「連携によって完成するアミューズ」の題が出される。もともと高い力量を持つ上で、さらにイサミを拉致するという卑劣な手段を取って戦うが、創真が手助けに入り、急造でも互いに研鑽してきたがゆえに息が合った2人に敗北する。そして自身の調理道具を朝陽に託す。
煌 觜汪（こう しおう）
声 - 小林親弘
朝陽の部下。真夜中の料理人。
髪を上部に伸ばして固めた髪（ハイトップフェード）と東洋的な仮面が特徴の男性。中国の南北朝時代から植物・魚介・昆虫などの有毒成分を用いた暗殺術で、歴史を暗躍してきた暗殺者の家系出身。料理人としてはこの毒物の知識や暗殺技術を調理に転用した「毒物料理（ディッシュ・ヴェノム）」の使い手。特に手指に1本ずつ装着した小さな鉤爪状の刃物「墨劉爪」の先端にはそれぞれ味の五大要素である調味料成分が門外不出の絶妙な調合で染み込まされている。
城郭本丸の本戦トーナメントにおいて恵と対決するが、一瞬で敗北する。そして「墨劉爪」を朝陽に託し、後に彼が恵を倒す際に有効に使われる。

### 真夜中の料理人
モナールカ
真夜中の料理人。
片言の日本語を話せる大柄な白人の青年。作中に最初に登場した「真夜中の料理人」であり、高い料理の腕前を持ち、「客は王様」という持論から高級食材を得意とする。このため、料理人として客に対する「ホスピタリティ」を重視する一方で、自分が客の場合に王様として扱われることを要求し、傲慢に振る舞う。ただし、料理以外のことでは明るく気さくに振る舞う。
第2部冒頭における温泉地の事件の犯人であり、泊まった宿の食事を上記の持論から気に入らず、そこの料理人に食戟を仕掛け、次々と休業に追い込んでいた。えりなによって調査のため、現地を訪れていた恵と食戟を行うことになり、彼女の高級食材は使わない「ホスピタリティ」を重視した料理に心を絆され負けを認める。
その後、BLUE本戦での朝陽と恵の対決において、それまでに朝陽に負けて包丁を奪われていたことが明かされる。そして、朝陽の趣向で、その包丁を用いて恵が倒される。
トミー・リボルバー
声 - 榎木淳弥
真夜中の料理人。名前と異能はアニメより。
逆立てた髪にメッシュを入れた男。リボルバー状の調理器具を用いた「六連装グリル」の使い手。
BLUE予選「第一の門」から登場し、「真夜中の料理人」の目線で表の料理人たちを、取るに足らないものとみなすが、冷静であった創真には着目する。そのまま予選を突破し、本戦にも出場を果たすが、以降は登場せず、去就は不明。
マルカンタ
声 - 林大地
真夜中の料理人。
スキンヘッドにピエロのメイクをした、丸々とした肥満体の男。「調理場ピエロ」の異名を持ち、2つを合わせることで球体となる特殊な鍋をジャグリングのように扱う「見世物料理（ディッシュ・サーカス）」の使い手。
BLUE予選「第一の門」から端役として登場し、「第三の門」にて名前や調理技法が明かされる。そして他の「真夜中の料理人」らと同様に安々と「必殺料理」級の料理を作って予選を突破する。しかし、本戦での戦い前に朝陽の場外戦を受け、敗北し、調理器具を奪われる。
クロード・ビル
真夜中の料理人。
口元にマスクをつけ、食肉処理者のような格好をした中年男性。食材から血を抜くための注射器が何本も出ている特殊な調理機材を背負っており、あらゆる食材の血を調味料として使う「血液料理（ディッシュ・ブラッド）」の使い手で、通称「赤黒（しゃくこく）の処刑人」とも呼ばれる。
BLUE予選「第一の門」から端役として登場し、「第三の門」にて名前や調理技法が明かされる。そして他の「真夜中の料理人」らと同様に安々と「必殺料理」級の料理を作って予選を突破する。しかし、本戦での戦い前に朝陽の場外戦を受け、敗北し、調理器具を奪われる。
バニーヘア
声 - 井澤詩織
真夜中の料理人。
ウサギの被り物を被った見た目は華奢な女性。小型のギロチン状の特殊調理器具を用い、食材を虐げることで旨みを増すという「加虐残虐料理（ディッシュ・サディズム）」の使い手で、通称「跳ね回る狂気」とも呼ばれる。調理時は非常な怪力も発揮し、生の牛フィレ肉を向こうが透けるほどの薄切りにできる。
BLUE予選「第一の門」から端役として登場し、「第三の門」にて名前や調理技法が明かされる。そして他の「真夜中の料理人」らと同様に安々と「必殺料理」級の料理を作って予選を突破する。しかし、本戦での戦い前に朝陽の場外戦を受け、敗北し、調理器具を奪われる。

### 各編の登場人物
上記以外の登場人物。

#### 初期のゲストキャラクター
峰ヶ崎 八重子（みねがさき やえこ）
声 - 千葉泉（アニメ・VOMIC）
地上げ屋。第1話の登場人物。
高飛車な若い美女。マンション建設のために「ゆきひら」に立ち退きを迫る。嫌がらせを行い、特に主だった食材を駄目にさせた上で、自分を満足させる料理を出せと要求し、駄目なら立ち退きを強行するという脅しをかける。しかし、余り物で作った創真の料理に魅了され、計画を諦める。
二階堂 圭明（にかいどう よしあき）
声 - 古川慎
遠月学園高等部編入試験の受験者。第2話の登場人物。
フランス料理店の跡取りでプライドの高い少年。同じく試験を受けに来た創真を大衆食堂出身だとして見下す。ところが、試験官がえりなだと知ると自信を無くし、創真以外の他の受験者たちと共に逃げ帰ってしまう。

#### 夏合宿編
徳蔵（とくぞう）、耕助（こうすけ）、久作（きゅうさく）
声 - 田中完、桐場康一、青山穣
夏合宿の特別審査員。
遠月リゾートが提携している食材生産者の老人たち。それぞれ通称「鶏卵の徳蔵」「さやいんげんの耕助」「ナチュラルチーズの久作」。自分たちの食材に誇りを持っており、ビュッフェ課題において審査員の一人となる。
同編の終わりに観光バスで帰るところを偶然、創真と再会する。その際に創真が徳蔵に、スフレオムレツの序盤の失敗によって鶏卵を多く無駄にしてしまったことを謝られ、将来自分の店を持った時に徳蔵印の卵を贔屓にしてくれと述べて許す。
宮野 朱里（みやの あかり）
夏合宿の特別審査員。
遠月リゾートが提携している食材生産者の家族である小学4年生の少女。ビュッフェ課題において審査員の一人となる。
気弱な性格によってビュッフェの食事に中々ありつけないところを、創真の鮮やかなフライパン捌きに魅せられて彼のスフレオムレツを食し、喜ぶ。この反応を見て他の客も殺到したことにより、料理選択のミスで窮地に陥っていた創真は課題をクリアする。

#### 商店街編
倉瀬 真由美（くらせ まゆみ）
声 - 加隈亜衣 / 林沙織（VOMIC）
創真の幼稚園の頃からの幼馴染。
大人しい少女。幼少より「ゆきひら」を手伝っていた創真を意識していたが、内気かつ容姿に自信がないため、その想いを打ち明けられないでいる。創真の料理の腕を知っているのと同時に、彼のゲテモノ料理の被害者でもある。一方、創真からは責任感が強いと認識されていた。
商店街編で再登場し、久しぶりに実家に帰ってきた創真と再会する。「もず屋」の出店によって寂れた商店街を盛り返すため、商店会長でもある「とみたや」に彼と共に協力することとなり、チラシの製作など自身にできるやり方でサポートを行う。計画が成功し、創真が再び学園に帰る時には、彼の頼みで「とみたや」でアルバイトをすることになる。
小金井 アキ（こがねい あき）
声 - 藤井ゆきよ
創真の中学生時代の同級生。
倉瀬の親友である元気のいい少女。倉瀬の気持ちを知っており、創真との仲を応援している。
富田 友哉（とみた ゆうや）
声 - 川田紳司
すみれ通り商店街の商店会長。弁当屋「とみたや」の2代目店主。
眼鏡を掛けた線の細い男性。商店街の最寄り駅のリニューアルオープンに伴って出店してきた「もず屋」に、自店はおろか商店街全体の客を奪われる形となり、思い悩む。夏休みで実家に戻ってきた創真に助けられ、彼ら発案した「すみれ印の唐揚げロール」で店や商店街の立て直しに成功し、学校に戻るのに伴ってレシピも託される。
月饗祭で端役ながら再登場し、創真からの依頼で彼の屋台にイベント用のベンチを提供する。
中百舌鳥 きぬ（なかもず きぬ）
声 - 久川綾
唐揚げ専門店「もず屋」の社長。
京都に本店を構え、関西全域に展開する「もず屋」の女社長で細目と関西弁が特徴。普段は関西人の商売人らしい人当たりの良い態度を見せるが、本性は腹黒く、自身のビジネスを最優先に考えている。怒った際には爬虫類のようなタッチで描かれる長い舌を見せる。叡山のコンサルティングを受けており、それによって全日本唐揚げ競技会3年連続金賞獲得という史上初の偉業を達成し勢いに乗っている。そのため、叡山と頻繁に連絡を取り合い愛想良くしているが、内心では彼を見下している。
すみれ通り商店街の最寄り駅のリニューアルに伴い、その駅ナカ惣菜店に出店する。商業施設の目玉となるほどの大盛況で、商店街から客足が遠のき、弁当屋「とみたや」などを苦しめる。富田に頼まれた創真が町興しを始めると、これを軽んじ、叡山に忠告を受けても無視する。結局、創真発案の「すみれ印の唐揚げロール」で完全に客を奪われ、報告を受けた叡山にも激怒される。
小説版にも登場し、飴屋事業に進出して強引な商売を行おうとするが、郁魅の奮闘で失敗する。

#### スタジエール編
四宮 小次郎
「SHINO'S」オーナーシェフ。遠月学園第79期卒業生。元十傑第一席。
→#学園OB
アベル・ブロンダン
声 - 山下誠一郎
「SHINO'S」副料理長。のち「SHINO'S TOKYO」料理長。
四宮の右腕でもある男性シェフ。四宮がプルスポール勲章を受章する前から「SHINO'S」に勤めており、四宮の誰も信じない厳しい態度を受けても彼を強く尊敬している。一時期スランプに陥っていたこともあったが、その後、その腕を評価され、東京に新規オープンする「SHINO'S TOKYO」の料理長に抜擢される。
スタジエール編においては学園よりやってきた創真に対し、後輩というだけで敬愛する四宮に親し気に接し、さらに四宮も表面的な態度とは裏腹に親身であることに嫉妬する。しかし、創真の熱心な態度に自身もほだされ、スタジエールの後半では不器用ながらも彼にアドバイスを行う。
本格的な登場はスタジエール編（第14巻）だが、夏の合宿編でも四宮の回想シーン（第4巻第26話）で登場している。
高 唯（カオ ウェイ）
声 - 渡辺明乃
「SHINO'S」本店サービス責任者。
アジア系の美人。落ち着くまでの期間限定として「SHINO'S TOKYO」の手伝いにやってくる。現在は接客担当だが、料理人であり、半年前までは本店の肉料理担当であった。しかし、新作コンペの品が2年間で1度しか採用されなかったことに悩み、接客で見えるものがあるかもしれないという考えでサービス担当に移った経歴を持つ。料理人としての努力を怠ったことは1日もないと言い、新作コンペにも参加する。
リュシ・ユゴー
声 - 新井里美
「SHINO'S」本店肉料理担当シェフ。
そばかすが特徴の女性。落ち着くまでの期間限定として「SHINO'S TOKYO」の手伝いにやってくる。日本語には慣れておらず時々語尾がカタカナになる。普段は明るい性格だが厨房では厳しい面を見せる。
三田村 衛（みたむら まもる）
声 - 川田紳司
洋食店「洋食の三田村」3代目オーナーシェフ。スタジエールにおける創真と緋沙子の受け入れ先。
地元民に愛されてきた町食堂を営む店主。先代から守ってきた味は創真や緋沙子からも高く評価される。しかし、半年前に最寄り駅が新幹線の停車駅となったことから、乗客前の客が殺到し、さらに滞在時間も一般客より短いという状況で業務がパンク状態に陥っている問題を抱えていた。
創真と緋沙子が入ると、単純な調理以外にもホールの業務など2人の能力の高さで業務が回り、感謝する。しかし、自分たちがいなくなれば元に戻ると考えた創真と緋沙子によって業務全体の改善を模索することとなり、殺到する鉄道客で足が遠のいていた馴染み客を念頭においた完全予約制とし、店を立て直す。
傘山（かさやま）
声 - 山口太郎
本格フレンチレストラン「エクセラン」料理長。スタジエールにおけるえりなと恵の受け入れ先。
独善的で傲慢な性格の中年男性。店が近々1つ星を取るとされるということもあり、厨房を「俺の城」と称し、スタジエールでやってきた生徒も邪険に扱うつもりでいた。ところが、えりなから次々と改善点を指摘されて、あっという間に厨房を掌握されてしまう。それでも軽んじていた恵からも、その意見をえりなが拾ったことで完全に立場を失ってしまう。
藤井 智也（ふじい としなり）
料亭「藤雨」12代目店主。スタジエールにおけるタクミの受け入れ先。
従来、スタジエールを断っていた人物。仙左衛門からの紹介状でしぶしぶタクミを受け入れ、当初は庭の掃き掃除で期間の1週間を潰させようとする。しかし、彼の強い熱意を感じ取り、調理場に入れることを決める。

#### 進級試験編
広井（ひろい）
声 - 勝生真沙子
遠月学園教師。中枢美食機関支持者。
肥満体の壮年の女性。進級試験編の一次試験官として作中に登場し、創真・恵・黒木場・アリス・吉野の担当官となる。お題は「鮭料理」という中で、薊政権の支持者として創真ら反逆者たちを落第させるために、産卵を終えて体力が落ち通常食用に使わない「ホッチャレ」をあてがうという姑息な策をとる。しかし、瞬間凍結法の一つ「ブライン法」で保存された季節外れに取れる貴重な「トキシラズ」を短時間で仕入れた創真らの機転により失敗する。
遠藤（えんどう）
声 - 上田燿司
遠月学園教師。中枢美食機関支持者。
細身の中年男性。進級試験編の二次試験官として作中に登場する。薊政権の支持者で広井の助言を受けて、落第させるために反逆者たちの順番を後回しにし、お題が「麺料理」の中で、小麦粉などの材料が残り僅かな状態で試験を受けさせる。さらに天気予報で把握していた大吹雪を利用して外部からの食材調達も封じる。ところがジャガイモを残していたことが仇となり、前もってえりなの特別講義を受けていた創真らによって、ジャガイモを材料とした豪雪うどんを提出され、嫌々ながらも合格を認める。

#### BLUE編
時山 兵五郎（ときやま へいごろう）
声 - 土師孝也
元「真夜中の料理人」。BULE審査委員。
車椅子に乗った痩せ細った老人。太平洋戦争の帰還兵であり、戦後の闇市から「真夜中の料理人」としてのキャリアを積み重ね、日本の裏社会における会食を長年取り仕切ってきた実績を持つ。老いと病でもはや調理場に立てず、引退を余儀なくされた。そして料理人として活動できないことに絶望し、死に場所を探していた。
BLUE予選「第一の門」の審査員として登場し、最後の晩餐をお題とする。「真夜中の料理人」の矜持として料理には真摯で、ボリュームのある料理も平らげ、自分を病人とみて侮る相手には容赦なく失格を言い渡す。実はBLUEを最後に拳銃自殺する覚悟であったが、最後の晩餐という題が気に入らない創真に「お通し」を出されて諭され、合格させると共に生きる気力を取り戻す。

## 用語

### 遠月学園関連
遠月茶寮料理學園（とおつきさりょうりょうりがくえん）は、東京都内にある日本屈指の名門という設定の料理学校。通常は単に「遠月学園」と呼ばれる。中等部と高等部の各3年制。制服は男女共にブレザー。
非常に厳しい少数精鋭教育で、高等部の1000人近い新1年生のうち2年生に進級できる者は全体の1割にも満たず、卒業者は、遠月十傑を除いてわずか数人から十数人しかいない徹底した実力主義の教育方針を採る。学園に在籍しているだけで料理関係者からは一目置かれ、たとえ中退しても学園に在籍していたというだけで料理人としての箔が付き、卒業まで至れば一生料理界のスターダムを歩めるという。
在校生の多くは一流料理店や食産業の子息・令嬢など家庭的に裕福な者で、自分の地位や実力に鼻をかけた自己中心的でエリート意識の強い生徒が多く、大衆料理など庶民文化を格下と見ていることに加え、創真やアルディーニ兄弟のような現場経験者や極星寮の面々のような特技を持つ生徒は少ない。そのため多くの生徒は虚栄心が非常に強く、同級生同士であっても敵視して足の引っ張り合いまでする生徒が多数いる。さらに料理人としての成長速度に関係なく現在の能力のみを評価対象としており、条件さえ整えば成績上位者側の私情で気に入らない相手を能力の有無にかかわらず追い込むことが可能など、料理の腕を重視するあまり、道徳的な教育が疎かになっているなど、教育機関としては杜撰な体制も多くみられる。この点はクーデターを起こした薊からも言及され、成績下位の生徒たちが彼の思想に賛同する原因となっていた。この風潮は城一郎や堂島が現役の頃からあり、城一郎も名家出身者たちに因縁を付けられていた。
広大な敷地面積を有し、学内にはさまざまな施設がある。学習内容は料理の基礎技術や食材の知識だけでなく、栄養学・公衆衛生学・栽培概論・経営学など多岐にわたる。料理学校としての歴史は長く、創真ら現高等部1年生は第92期生である。授業は一般の高校と違い、大学のように各生徒が授業ごとに教室を移動する「教科センター方式」を採用している。授業形式は食材やジャンルのテーマごとに料理を創作する授業と決められた料理を制限時間内に完成させる授業の2種類だが、「中枢美食機関」発足後は創作する授業が廃止される。
総帥を頂点とし、教育部門の「遠月学園」、食材の管理・流通を担う生産部門、観光部門の「遠月リゾート」、研究部門の「薙切インターナショナル」、他に海外部門・広報部門・総務部門といった組織で構成されている。食に関するあらゆる業界に強い影響力を持ち、食に携わる者で遠月の名を知らない者はいないといわれる。
食戟（しょくげき）
遠月学園伝統の料理対決による決闘。学園の生徒間で生じた争いの決着を付けるために行われる。
食戟に挑む者は自身の立場に見合った「対価」を差し出さねばならず、勝負に負けた者はその「対価」を取られて学園内の地位や権限を失う。
食戟を実施するには、「正式な勝負であることを証明する認定員」「奇数名の判定者」「対戦者両名の勝負条件に関する合意」が必要とされる。また、「素材の調達も料理人としての技量のうち」という理由から、使用する食材や調理器具などは全て対戦者本人が用意しなければならない。対決テーマは双方の得意ジャンルの中間地点に折り合いをつけて決めることが多いが、合意があればどちらかの得意ジャンルにすることができる。決着がつかない場合、後日に再試合を行う。なお、食戟の勝敗や日時、互いが賭けた条件は全て公式に記録され、食戟管理局に保存される。
遠月学園の事項の中でも重要視あるいは「聖域」のような扱いとなっており、薊政権下で改革が進んでも、学生たちが「私たちにはまだ食戟がある」と言われるほど希望を抱かれている。
連隊食戟（レジマン・ド・キュイジーヌ）
一騎打ちではなく集団対集団による変則的な食戟。
両陣営の任意の者同士が勝ち抜き戦方式で勝負し、最後まで残った側が勝利となる。陣営の人数は同じである必要はない。また普通の食戟と違い仲間の調理を手伝うことが認められ、チームワークが勝敗を左右しうる。

遠月十傑評議会（とおつきじゅっけつひょうぎかい）
遠月学園の最高意思決定機関。学内評価上位10名の生徒たちにより構成される委員会。通称「十傑」。
総帥の直下の組織で、彼らの決定には講師陣も逆らえないという。物語開始当初のメンバー構成は3年生5人、2年生4人、1年生1人。その会議はラウンドテーブルで行われる。十傑に選ばれる評価基準は、授業成績、合宿などの行事で上げた実績、学園への貢献度など多岐に亘るが、特に「食戟の戦績」が最重視される。十傑の順位変動は席次を賭けた食戟により変動するが、逆に言えば席次を賭けなければ十傑でない者が食戟で十傑に勝っても即十傑になれるわけではない。アリスによるとメンバーは主に「秋の選抜」の本戦出場経験者から選ばれている。十傑の中でも第一席の獲得は特に難しく、女子生徒で第一席経験者は、学園の長い歴史でも数えるほどしかいないという。第一席獲得者は、月天の間に肖像画が飾られる。
十傑メンバーは学園が持つあらゆる権限・財力の一部を手中にできるとされ、料理のために遠月の莫大な予算を行使でき、高級食材や最新の調理器具・設備、数世紀前の希少なレシピやオークションで数百万の値がつく古典料理書にもアクセスが可能とされる。また、それらの権限は席次が第一席に近づくほど行使できる権限は増大していくが、中には権力を行使して気に入らない相手を私情で学園から追い出そうとする者もいる。
中枢美食機関発足後、新総帥となった薊の方針に反対した女木島・一色・久我の3人が除名され、サバイバルを勝ち抜いた葉山・白津・鏑木の3名が新たに十傑に加わる。進級試験中に葉山が薊との契約違反による退学と同時に除名され、えりなが十傑を返上する。
連隊食戟で反逆者側が勝利したことで、十傑の座が総入れ替えとなり、退陣となった薊に代わり、えりなが新総帥に就任する。進級後は退学撤回となった反逆者側の生徒、学園残留が認められた中枢美食機関側の生徒も加わった新体制の十傑となっている。
極星寮（きょくせいりょう）
遠月学園の学生寮。大御堂ふみ緒が管理している。
かつては多くの十傑を輩出し、十傑全員が寮生だった黄金時代が存在した。現在では生徒の多くがマンションを借りて生活するために入寮者は少なくなり、「変わり者の巣窟」と呼ばれるが、寮生の実力は確かである。現在の寮生のうち、一色慧のみが高等部2年生、その他は全て同1年生。幸平の歓迎会が行われた際には一色の誘いを断って欠席した寮生がいるとの会話があったが、その後も彼らが登場することは無く、アニメ版ではそのシーンがカットされる。ふみ緒によると、20年以上前（堂島と城一郎が在学していた頃）が全盛期で、この2人が中心に食戟で土地を奪っては敷地面積を増やし、暖房設備の投資などもまかなっていた。そのうち、極星寮だけで独立採算制を取り、城一郎によればもはや「独立国家」のようであったという。当時、快進撃を続けていた黄金時代の極星寮は多くの生徒から逆恨みされ、襲撃を受けることがたびたびあったという。その名残で現在もバリケードやゲバ棒などの防衛設備が残る。
研究会
遠月学園に多数存在する、テーマごとに料理を研究する部活動のような団体。ちゃんこ鍋研究会、郷土料理研究会、丼物研究会、立ち食いそば研究会、串打ち研究会、中華料理研究会、ショコラ研究会、スペイン料理研究会、最先端研究会などがある。一定の成果を出していない会は取り潰される。
宿泊研修
遠月学園高等部の1年生全員が参加する強化合宿。遠月リゾートホテルの1つ「遠月離宮」で行われる。
毎日過酷な料理の課題が出され、低評価を受けた生徒は即刻退学を言い渡される地獄の合宿。合宿の講師陣には、料理界の第一線で活躍している学園の卒業生たちも含まれる。学園卒業生以外にも、遠月リゾートのスタッフ、リゾートが提携する食材の生産者とその家族が審査員を務めることもある。卒業後のリクルートも兼ねており、オーナーシェフの卒業生には在校生の品定めができるメリットがある。創真の学年では、新入生980人中352人がこの研修で脱落し、628人が生き残ったとされている。
遠月リゾート
遠月学園の観光部門で、富士山と芦ノ湖を臨むリゾート地において、十数軒の高級ホテルや旅館を経営する。トップは遠月OBの堂島銀。
薙切インターナショナル
美食学と分子料理を牽引した総合研究機関。薙切アリスの父親である薙切宗衛がデンマークを本拠地として設立した。
分子ガストロノミーに基づいた最新の調理技術など、味覚・嗅覚のメカニズムを探求する大脳生理学をも包括しているという。アリスは遠月学園への編入前、14歳までこの研究機関で学んでいた。現在のトップはアリスの母・薙切レオノーラ。
秋の選抜
毎年2学期の初めに開催される、高等部1年生の選抜メンバーが腕を振るい競い合う、遠月学園伝統の美食の祭典。創真の学年で第43回目の開催。
宿泊研修までの成績と将来性から候補者が抽出され、十傑による絞り込みで最終的に60名が選出される。審査員は学園理事や出資者など食の重鎮たちが務める。歴代十傑は、主にこの選抜の本戦出場者たちから選ばれる。えりなは十傑であるため、選手としては不参加。
予選は事前に告知されたお題に沿って2つのブロックに分かれて競技を行う。審査員は各ブロック5名で、1人当たり持ち点20点、計100点満点で審査する。各ブロックの上位4名、計8名が「月天の間」で行われる本戦に出場できる。創真の学年で告知された予選のお題は、「カレー料理」。しかし、名の知れた食通である選抜の審査員を唸らせる生徒はごく僅かで、10点未満の生徒もいる。良くても70点か80点台止まりで、90点台はほとんどない。作中の予選では恵を除く本選出場者の7人が90点台をたたき出す。
本選の対戦は抽選で、各カードごとに別々のお題がランダムで決められる。トーナメント方式ではなく、1回戦終了後に組み合わせは再抽選される。一般的な食材と調理器具・設備は会場に完備され、自前の道具持ち込みは自由。また、双方の合意があれば、食戟を行うこともできる。
決勝戦は毎年「秋が旬の食材」がテーマで、審査は総帥を含む遠月学園各部門のトップ3名が持ち回りで務める。
月天の間（がってんのま）
十傑同士の食戟でのみ使用が許される大会場。天井が開閉式で、開いた空に写る月が「月天の間」の名の由来。
敬意を込めて歴代第一席獲得者の肖像画が飾られている。「秋の選抜」本戦の会場でもある。決勝戦は月が写る日没後に行われる。
遠月スポーツ
学園黎明期から続く伝統ある校内新聞。通称「遠スポ」。ほぼ毎日発行される。学内とその周辺のあらゆる情報を網羅し、公式行事の特集、一流シェフへのインタビュー記事、トリビアな情報などを掲載する。
実地研修（スタジエール）
高等部1年の生徒たちが、外部のさまざまな料理の現場へ派遣されるカリキュラム。実施期間は1か月で、生徒たちは各自4か所の派遣先にて1か所につき1週間の研修を受ける。
行き先は高級料理店から食品メーカー、公的機関などの多岐にわたり、実践の空気を学ぶ正式な授業の一環となっている。そこで気に入られてそのまま就職する生徒も多いが、研修は遠月学園への信頼があって研修を受け入れているため、遠月の名を汚すような問題を起こせば退学になることもある。各派遣先には遠月学園の教員が生徒の働きを観察し、合否を判定する。合格基準は1週間の研修で「目に見える実績」を残すことが条件で、「現場に与えられる自分」を持っていることが最低ラインとされる。また、現場に変化を与えるだけでなく「現場から何かを奪って帰ること」がスタジエールの意図とされている。創真たち92期生は研修開始時点の504名のうち210名が脱落し、294名の生徒が生き残っている。
スタジエールとはフランス語で「研修生」を意味し、下準備や雑務を担当する料理人のことを指す。「スタジエ」とも呼ばれる。
紅葉狩り会（もみじがりかい）
遠月学園伝統行事の一つでスタジエール終了後に行われる、高等部1年生と上級生たちの顔合わせのための会。参加するのは、秋の選抜で本戦に進出した8名と遠月十傑評議会の現役メンバー10名の計18名。
月饗祭（げっきょうさい）
遠月学園の学園祭。5日間の開催で約50万人が訪れる大規模なフードイベント。毎日各地からツアー客が押し寄せ、学内には無料の巡回バスが回り、国内外から多数訪れる。VIPは学園内の宿泊施設や遠月リゾートがフル稼働で歓待している。それゆえ学園側は宿泊費だけで大黒字になると言われている。学生は許可を得れば個人・団体で模擬店を出店できる。出店場所は学園祭会場の3つのエリアで、より良い出店場所を巡り生徒間で食戟が頻発する。なお、模擬店で赤字を出せば退学となる。ただし中等部の生徒は学園の講師の監督・指導の下でクラスごとに出店し、純利益をだせる計画を立てるように指導される。そこで生徒たちは毎年月饗祭で経験やノウハウを得て、個人・研究会での出店に挑戦していくため、よほど無茶な商売をしない限り赤字が出ることはない。フードチケット購入制（松1万円、竹1000円、梅500円）で、その日の夕方にエリア毎の売上ランキングが発表される。
目抜き通りエリア
正面から道なりに続く大通り。仮設テントが数多く並び、学園祭全期を通じて最も人通りが多く賑わう。模擬店の出店場所としては1番人気のエリアとされる。
中央エリア
授業で使われる調理棟が集中している。仮設テントでは提供しにくい専門性の高い料理や特殊な設備が必要なジャンルの模擬店が多く集まる。店舗の大きさも自由に設定可能で、大所帯の研究会などもこのエリアを使用することが多い。
山の手エリア
平均客単価が最も高い高級志向エリア。隠れ家的な建物が点在し、それらをレストランとして使用する。逆に言えば料理人の知名度が無ければ集客は極めて困難とされる。十傑メンバーは主にこのエリアに出店する。他のエリアが閉店しても営業しており、山の手エリアの客はそのまま敷地内か遠月リゾートに宿泊するため、提供する料理はコースディナーが多い。

中枢美食機関（セントラル）
薙切薊の教育メソッドの根幹を為す機関。薊が総帥に就任し創設される。
総帥と十傑評議会を頂点とする。メンバーは薊が選定した生徒たちでアザミの花の紋章を身につける。人数は十傑6人を含め30人未満程度。
中枢美食機関メンバーは今まで通り料理の創造を許されるが、それ以外の学生は料理の自由な創造を許されない。薊は「誰もが十傑レベルの料理をすることができ、退学者も出さない」と美食の「理想郷（ユートピア）」と謳い、成績下位の生徒や料理人としての成長が遅い者たちにとっては「従ってさえいれば誰でも十傑レベルのアイデア・技術・レシピが得られる」ため賛同者もいる。しかし成績上位の生徒や自身の料理スタイルを確立している者にとっては受け入れ難く、シャペルは「創造を許される者」と「模倣を強いられる者」とに分かれる「暗黒郷（ディストピア）」と称する。
「中枢美食機関」の目的は、日本の美食を前に進めるために不出来な品を出す店の殲滅で、学園内で行っている粛正や授業もその前段階だという。
連隊食戟で敗れ薊が退陣したことで機関も解散される。
残党狩り
薊政権の方針に異を唱える各ゼミ・研究会と「中枢美食機関」との食戟の通称。会場はABCDの4会場で数日に渡り行われる。食戟にあたり不正が行われないよう、一色が十傑として以下の薊政権に対する研究会・ゼミなどの解体撤回を賭けた食戟に関するルール（通称「一色ルール」）を薊に認めさせる。一色は特に第四項を重要視する。
- 第一項（食戟の開戦） - 解体撤回を望む研究会・ゼミなどは中枢美食機関に対し食戟を挑むことができる。中枢美食機関側は食戟を必ず受けなければならない。
- 第二項（対決テーマ等） - 事前に研究会・ゼミ側と中枢美食機関側で協議。
- 第三項（勝敗条件等） - 研究会・ゼミ側が勝利すればその団体は存続。逆に中枢美食機関側が勝利すれば団体は解体。薊政権に従うものとするが、この命令に従わない場合は退学となる。
- 第四項（審査員の選定） - 審査員は研究会・ゼミ側・中枢美食機関側のどちらからも中立公正な遠月外部者とする。国内の調理協会やフード関連理事会などの会員からランダムに奇数名を選定。選定されてから食戟当日まで、審査員と研究会・ゼミ・中枢美食機関は接触してはならない。仮に接触があった場合、勝負は無効・再勝負となる。

進級試験
高等部1年生2学期の最後に控える大イベント。開催地は北海道で南端からスタートし、北へと移動をし続けながら各地で試験をクリアしてゆく。北へ移動することから「ツールドノール」とも呼ばれる。ルートは任意またはランダムで分岐する。試験は6つで最後の試験は礼文島で行われる。進級試験での生徒の移動は遠月学園が所有する豪華寝台列車「つきかげ」が使われる。
毎年厳しい試験が課され、91期生は190名のうち76名が退学した。92期生は薊政権により、薊メソッドの授業で習ったやり方を実践すればクリア可能となる。ただし、薊政権に従わない者は容赦なく排除される。
学期末試験
高等部2年1学期の期末試験。海・山・川の3つのコースに振り分けられ、10人1組で3日間の期限で課題をこなす。92期生の海コースは海の家を経営し、3日間で300万円を売り上げることがノルマ。十傑メンバーは1組にまとめられるが、他の生徒よりも厳しい条件が与えられる。

### その他の用語
必殺料理（スペシャリテ）
仙左衛門が掲げた料理人が目指す料理の域。
真に独創性あふれる品は、食べただけで作り手の顔が心に浮かぶといわれるもので、得意料理の極致といえる存在。食した者はそれを作り手への敬意を込めてこのように呼び、審査する際には高評価の大きな要因となる。
すみれ通り商店街
創真の実家である「食事処 ゆきひら」がある商店街。
商店街としての規模はごく普通で、「ゆきひら」以外にも弁当屋の「とみたや」、金物屋、板金屋、八百屋、精肉店、印刷屋などがある。「ゆきひら」休業後の1か月後、駅の商業施設のリニューアルオープンによって寂れてしまうが、遠月学園の休み中に一時帰宅した創真の策により活気を取り戻す。
カレーのプリンセス
ハウビー食品から1990年に発売されて以来、累計700億食を売り上げたと言われるレトルトカレー界最大のヒット商品。パッケージには、ハウビー食品創業者の孫である幼少期の千俵なつめ・おりえ姉妹の写真が印刷される。
世界若手料理人選手権コンクール（Bishoku・Leading・Under35・Entrance、BLUE）
WGOが主催。ニューヨーク、パリ、ミラノなどで予備選出された35歳以下の世界中の若手料理人が一堂に集う大会。勝利すれば、ワールドクラスの名声と未来が約束されるという。
作中では真凪の意向により、ノワールの一員も参加。とある城郭で開催され、第三までの門までは審査員に味を認められる必要がある。城郭本丸ではトーナメント形式で味を競う。
ワールドグルメオーガニゼーション（WGO）
組織内でただ一人だけが名乗れる「特等執行官（ブックマスター）」である薙切真凪率いる世界中のあらゆる美食店を評価する組織。
特等から三等までがいる「執行官（ブックマン）」と呼ばれる実務メンバーが最高三ツ星で味を評価し、その結果を記した書籍「教典（ザ・ブック）」が年に1度発行されている。全ての料理人から尊敬と畏怖を集めており、一ツ星でもその料理人の地位は跳ね上がり、逆に莫大な利益を上げながら星を失ったことで自信喪失し店を畳んだ料理人もいるという。
真夜中の料理人（レ・キュイジニエ・ノワール）
要人が集まる極秘の会食、裏社会の非合法な催事などで活躍する裏社会の料理人。通称「ノワール」。社会からはみ出し欲望のまま振るう無頼者や、法に触れてでも美味なる皿を追求する悪徳シェフなどが多く、裏社会で莫大な利益を得ているという。いかなる状況であってもその者しか作れない必殺料理級の料理を作れる「異能」を持つ。

## 読切版
本作のプロトタイプ。『少年ジャンプNEXT!』2012 SPRING掲載。単行本1巻収録。
創真とえりなの人物設定はおおむね連載版と同一だが、こちらでは遠月学園入学後から話が始まっており、えりな中心の描写が多い。

### あらすじ（読切版）
遠月学園に編入した幸平創真は、薙切えりなの調理演習に一度も出ていないことを指摘される。だが、創真はえりなの料理を「つまらない」と一蹴したことでえりなや側近の生徒たちから怒りを買い、側近にして「遠月十傑」の1人であるジュリオ・ロッシ・早乙女と食戟を行うことになる。食戟では「卵を使用した料理」というお題のもと、早乙女は「牛ロースのフリッタータ」を作り上げ、創真は「卵かけご飯」を作り上げる。数々のブーイングを受けるも、えりなの舌を満足させた創真が食戟に勝利する。

### 登場人物（読切版）
幸平 創真（ゆきひら そうま）
遠月学園1年生。16歳。編入して以来、えりなの調理演習に1度も出席していない。連載版とは、顔つきや調理着などが異なる。
薙切 えりな（なきり えりな）
遠月学園の生徒にして、料理指南の最高責任者。16歳。高飛車な性格をしている。自身の調理演習に出席していないことや自身に対して砕けた態度で接する創真を見下すが、創真からは自身の料理を「つまらない」と指摘される。
ジュリオ・ロッシ・早乙女（ジュリオ・ロッシ・さおとめ）
えりなの側近を務める男子生徒。学園のイタリアン部門首席で、各部門の首席たちからなる委員会「遠月十傑」の一人。読切版で開催された「食戟」における創真の対戦相手。

## ヴォイスコミック
集英社のヴォイスコミック「VOMIC」として、2013年7月にジャンプ専門情報番組『サキよみ ジャンBANG!』にて放送され、同年8月からVOMIC公式サイトで配信された。

## テレビアニメ
2015年4月から9月まで第1期、2016年7月から9月まで第2期『食戟のソーマ 弐ノ皿』、2017年10月から12月までと2018年4月から6月まで第3期『食戟のソーマ 餐ノ皿』、2019年10月から12月まで第4期『食戟のソーマ 神ノ皿』、2020年4月から9月まで第5期『食戟のソーマ 豪ノ皿』が放送された。
監督を米たにヨシトモ、アニメーション制作をJ.C.STAFFが担当する。

## ゲーム
食戟のソーマ 最饗のレシピ
スマートフォン向けにバンダイナムコエンターテインメントより2015年8月17日から配信開始され、2016年6月1日に「食戟のソーマ 最饗のレシピ おかわり!!」にリニューアルし、2017年1月9日まで配信された食戟アクションゲーム。

食戟のソーマ 友情と絆の一皿
ニンテンドー3DS向けにフリューより2015年12月17日に発売。ジャンルは「味体験料理バトルアドベンチャー」。
ヨーロッパに浮かぶ孤島で繰り広げられる完全オリジナルストーリーで、創真を主人公に様々なキャラクターと交流したり料理で対決する。

## コラボレーション
神撃のバハムート
2018年5月31日から6月10日までコラボイベントが実施され、幸平創真、田所恵、新戸緋沙子の限定カードなどが登場した。
真・中華一番!
2019年10月7日から10月31日まで大阪・cookpad studio 心斎橋でコラボイベント「cookpad studio 食神祭（しょくしんさい）」が開催され、本作と『真・中華一番!』のオリジナルメニューの提供やグッズ販売などが行われた。
逆転オセロニア
2022年11月18日から11月30日までコラボイベントが実施され、本作のキャラクターが登場するコラボ記念ガチャや『食戟のソーマ』の世界を追体験できる大決戦イベントなどが開催された。
キン肉マン
2024年7月4日発売の『キン肉マンジャンプ』Vol.5において、原作：ゆでたまご、ストーリー：附田祐斗、作画：佐伯俊、協力：森崎友紀によるコラボ漫画『食戟のソーマ×キン肉マン』が掲載された。

## 書誌情報
全て集英社発行。

### 漫画本編
なお、英語版『Food Wars! Shokugeki no Soma』は、ビズメディアを経由してジャンプおよび単行本形式で販売されている。
- 附田祐斗（原作）・佐伯俊（作画）・森崎友紀（協力） 『食戟のソーマ』 〈ジャンプ・コミックス〉、全36巻
  1. 「果て無き荒野」2013年4月9日発行（4月4日発売[集 1]）、ISBN 978-4-08-870721-1 [注 7]
  2. 「氷の女王と春の嵐」2013年6月9日発行（6月4日発売[集 2]）、ISBN 978-4-08-870762-4
  3. 「至上のルセット」2013年8月7日発行（8月2日発売[集 3]）、ISBN 978-4-08-870787-7[注 8]
  4. 「その面影」2013年9月9日発行（9月4日発売[集 4]）、ISBN 978-4-08-870822-5
  5. 「踊る料理人」2013年12月9日発行（12月4日発売[集 5]）、ISBN 978-4-08-870855-3
  6. 「斗いの記憶」2014年2月9日発行（2月4日発売[集 6]）、ISBN 978-4-08-880007-3
  7. 「群狼」2014年4月9日発行（4月4日発売[集 7]）、ISBN 978-4-08-880044-8
  8. 「心をのせる」2014年7月9日発行（7月4日発売[集 8]）、ISBN 978-4-08-880138-4
  9. 「『玉』の世代」2014年9月9日発行（9月4日発売[集 9]）、ISBN 978-4-08-880176-6
  10. 「勝負の条件」2014年11月9日発行（11月4日発売[集 10]）、ISBN 978-4-08-880212-1
  11. 「朝はまた来る」2015年3月9日発行（3月4日発売[集 11]）、ISBN 978-4-08-880318-0
    - ドラマCD同梱版 ISBN 978-4-08-908240-9

  12. 「月光の記憶」2015年4月8日発行（4月3日発売[集 12]）、ISBN 978-4-08-880331-9
  13. 「スタジエール」2015年6月9日発行（6月4日発売[集 13]）、ISBN 978-4-08-880367-8
  14. 「魔術師再び—!!」2015年8月9日発行（8月4日発売[集 14]）、ISBN 978-4-08-880448-4
  15. 「月饗祭」2015年10月8日発行（10月3日発売[集 15]）、ISBN 978-4-08-880486-6
  16. 「囚われの女王」2016年1月9日発行（1月4日発売[集 16]）、ISBN 978-4-08-880583-2
  17. 「見せしめ」2016年3月9日発行（3月4日発売[集 17]）、ISBN 978-4-08-880628-0
  18. 「反撃開始!!」2016年5月7日発行（5月2日発売[集 18]）、ISBN 978-4-08-880670-9
  19. 「頂を目指す者」2016年7月9日発行（7月4日発売[集 19]）、ISBN 978-4-08-880745-4
  20. 「凍っていた想い」2016年9月7日発行（9月2日発売[集 20]）、ISBN 978-4-08-880776-8
  21. 「遠月列車は行く」2016年11月9日発行（11月4日発売[集 21]）、ISBN 978-4-08-880806-2
  22. 「好敵手との再戦」2016年12月31日発行（12月31日発売[集 22]）、ISBN 978-4-08-880886-4
  23. 「荒野を拓く者」2017年3月8日発行（3月3日発売[集 23]）、ISBN 978-4-08-881020-1
  24. 「ようこそ決戦の地へ」2017年5月7日発行（5月2日発売[集 24]）、ISBN 978-4-08-881072-0
    - アニメDVD同梱版 ISBN 978-4-08-908289-8

  25. 「落ちこぼれの生き方」2017年7月9日発行（7月4日発売[集 25]）、ISBN 978-4-08-881182-6
    - アニメDVD同梱版 ISBN 978-4-08-908290-4

  26. 「2nd BOUT」2017年9月9日発行（9月4日発売[集 26]）、ISBN 978-4-08-881204-5
  27. 「3rd BOUT」2017年11月7日発行（11月2日発売[集 27]）、ISBN 978-4-08-881224-3
  28. 「一年坊主」2018年2月7日発行（2月2日発売[集 28]）、ISBN 978-4-08-881321-9
  29. 「終局戦」2018年5月7日発行（5月2日発売[集 29]）、ISBN 978-4-08-881361-5
  30. 「二人の食戟（やりかた）」2018年7月9日発行（7月4日発売[集 30]）、ISBN 978-4-08-881411-7
  31. 「新生"遠月学園"」2018年9月9日発行（9月4日発売[集 31]）、ISBN 978-4-08-881563-3
  32. 「不穏なる来訪者」2018年12月9日発行（12月4日発売[集 32]）、ISBN 978-4-08-881645-6
  33. 「真夜中の真価」2019年2月9日発行（2月4日発売[集 33]）、ISBN 978-4-08-881719-4
  34. 「交差する刃（クロスナイブズ）」2019年4月9日発行（4月4日発売[集 34]）、ISBN 978-4-08-881796-5
  35. 「"神の舌"の絶望」2019年6月9日発行（6月4日発売[集 35]）、ISBN 978-4-08-881841-2
  36. 「食戟のソーマ」2019年10月9日発行（10月4日発売[集 36]）、ISBN 978-4-08-882073-6

### スピンオフ
- 附田祐斗・佐伯俊・森崎友紀（原作）、昭時大紀（作画）・伊藤美智子（ストーリー） 『食戟のソーマ L’etoile―エトワール―』 〈ジャンプ・コミックス〉、全8巻
  1. 「『レギュムの魔術師』と呼ばれる男」 2015年8月4日発売[集 37]、ISBN 978-4-08-880534-4
  2. 「伝統のレストラン」 2016年3月4日発売[集 38]、ISBN 978-4-08-880642-6
  3. 「フランスの菜園から」 2016年9月2日発売[集 39]、ISBN 978-4-08-880736-2
  4. 「出張料理人」 2017年3月3日発売[集 40]、ISBN 978-4-08-881042-3
  5. 「わけありの天使」 2017年11月2日発売[集 41]、ISBN 978-4-08-881250-2
  6. 「小次郎の異変」 2018年5月2日発売[集 42]、ISBN 978-4-08-881395-0
  7. 「家出」 2019年2月4日発売[集 43]、ISBN 978-4-08-881579-4
  8. 「星」 2019年10月4日発売[集 44]、ISBN 978-4-08-881579-4

### 小説
- 伊藤美智子（著）/附田祐斗（原作）・佐伯俊（作画）・森崎友紀（協力）、〈ジャンプ ジェイ ブックス〉
  - 『食戟のソーマ 〜a la carte〜 1』 2014年2月4日発売[集 45]、ISBN 978-4-08-703308-3
  - 『食戟のソーマ 〜a la carte〜 2』 2014年11月4日発売[集 46]、ISBN 978-4-08-703337-3
  - 『食戟のソーマ 〜a la carte〜 3』 2015年4月3日発売[集 47]、ISBN 978-4-08-703356-4
  - 『食戟のソーマ 〜Fratelli Aldini〜』 2015年10月2日発売[集 48]、ISBN 978-4-08-703381-6

### 関連書籍
- 『食戟のソーマ 公式レシピブック 遠月学園 勝負の一皿』 2015年6月4日発売[集 49]、ISBN 978-4-08-880524-5
- 『食戟のソーマ ラストファンブック〜creators' specialite〜』 2019年10月4日発売[集 50]、ISBN 978-4-08-882127-6